# Biserica romano-catolică din Sânpaul

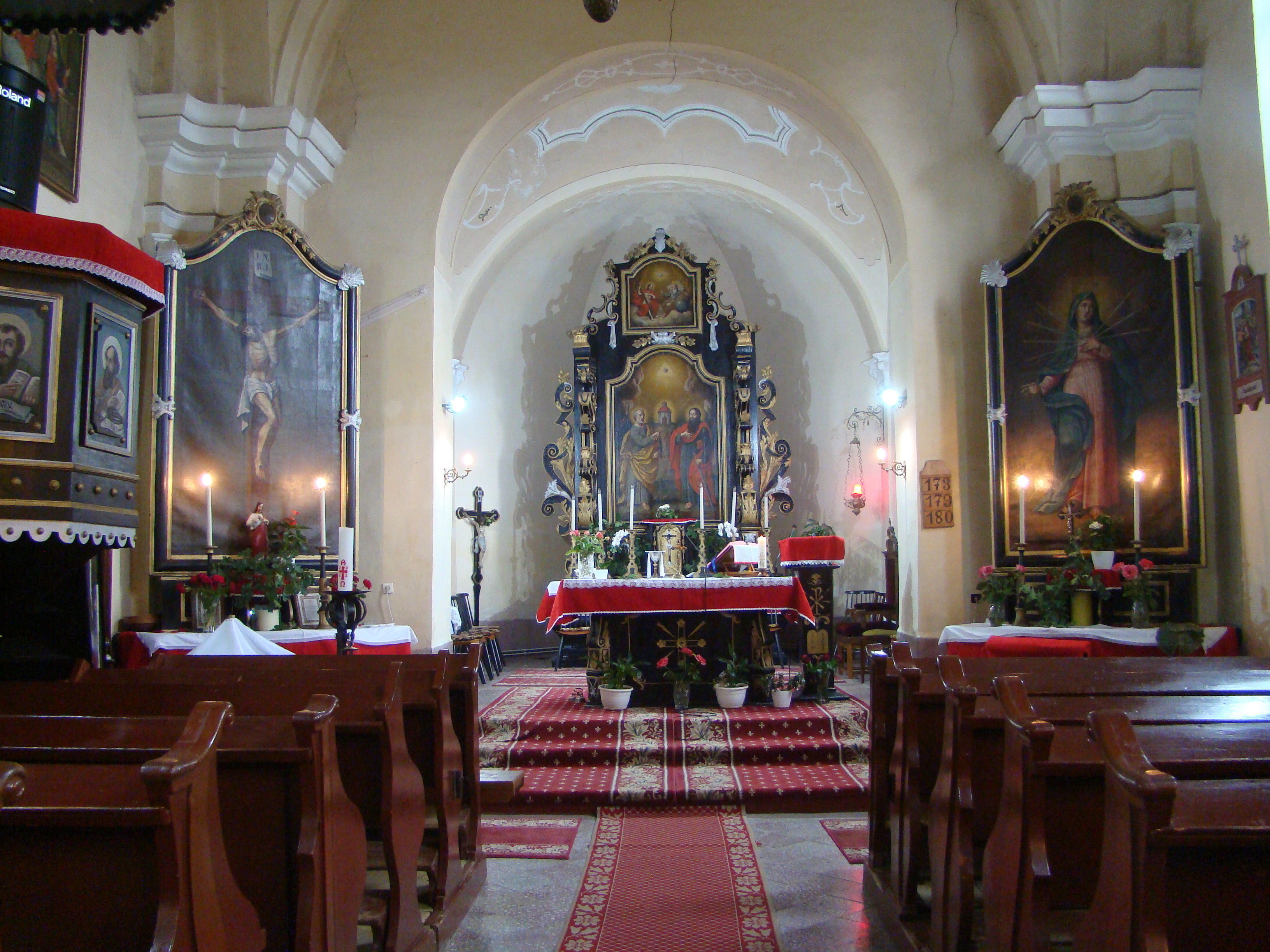
Nava spre altar

Biserica romano-catolică „Sfinții Apostoli Petru și Pavel” (în maghiară Szent Péter és Pál római katolikus templom) este un monument istoric aflat pe teritoriul satului Sânpaul, comuna Sânpaul. În Repertoriul Arheologic Național, monumentul apare cu codul 119475.04.

## Istoric
Parohia catolică din Sânpaul a fost menționată pentru prima dată documentar în 1332 ca „Ecclesia Sancti Pauli”, iar satul este amintit după tradiție medievală ca „Ad Sanctum Paulum” după hramul bisericii. Biserica satului a fost construită în secolul al XIV-lea. Din această perioadă se datează fragmentele structurale în stil romanic din prezbiteriu.
În timpul reformei protestante biserica împreună cu locuitorii au trecut la religia reformată. Însă la intervenția contesei Klára Haller din 1740 edificiul a fost retrocedat, iar în 1741 biserica a fost reconstruită în stil baroc și a primit forma actuală. În această perioadă a fost construită poarta barocă cu statuile sfinților apostoli Petru și Pavel. În interiorul bisericii se află copia icoanei Fecioarei Maria de la Máriapócs cumpărată de Familia Haller în 1737 pentru parohie.

## Imagini din exterior

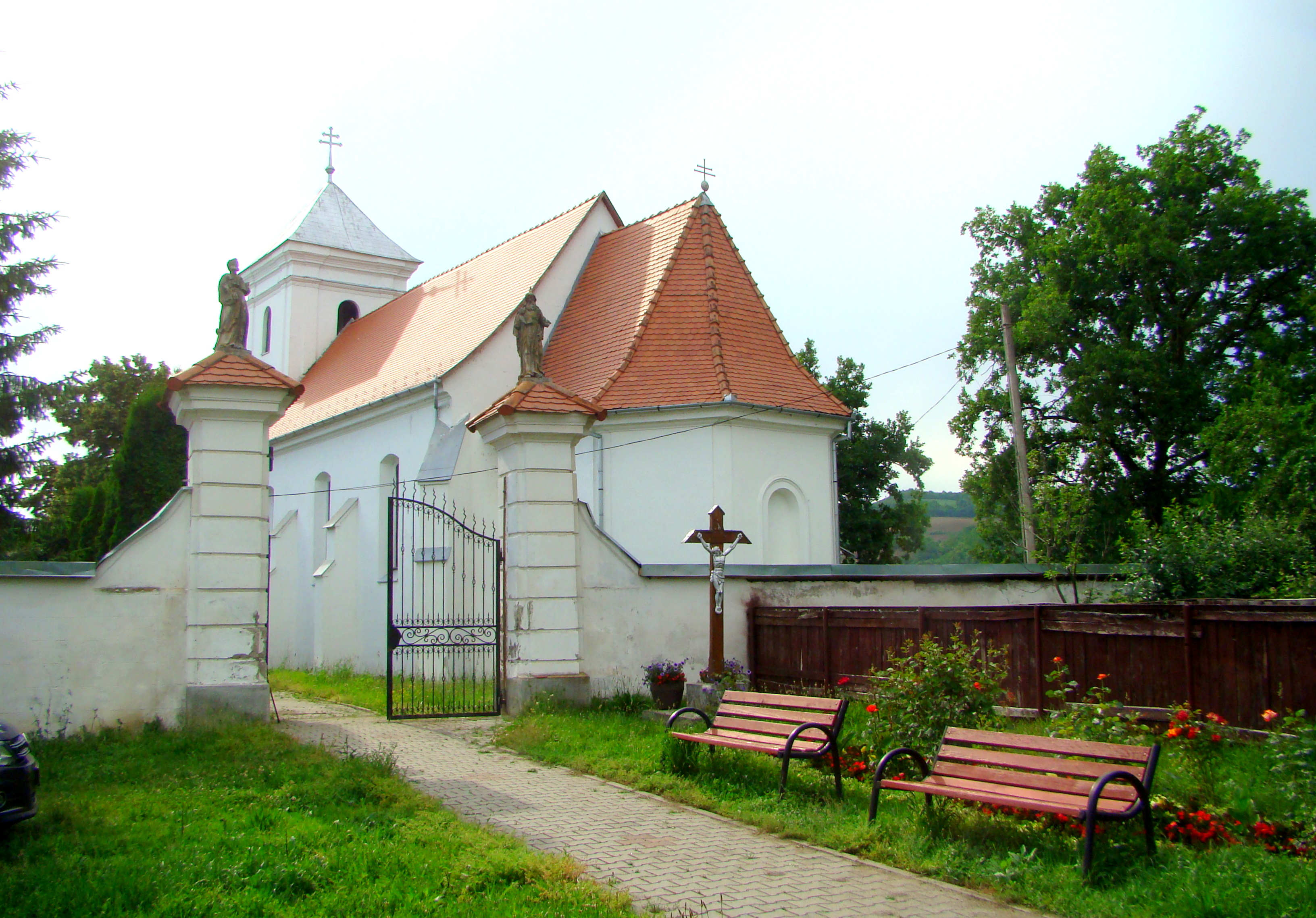
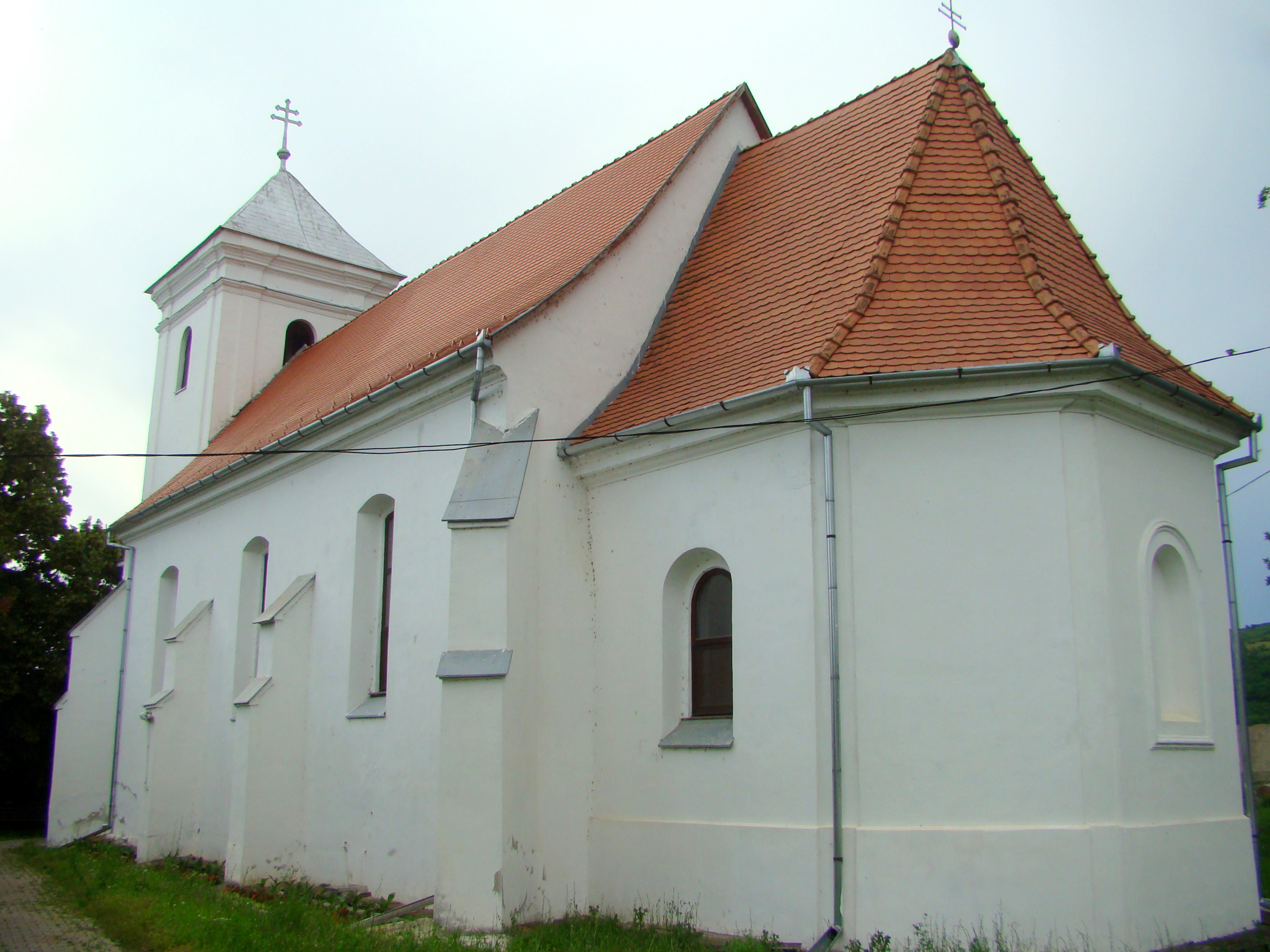
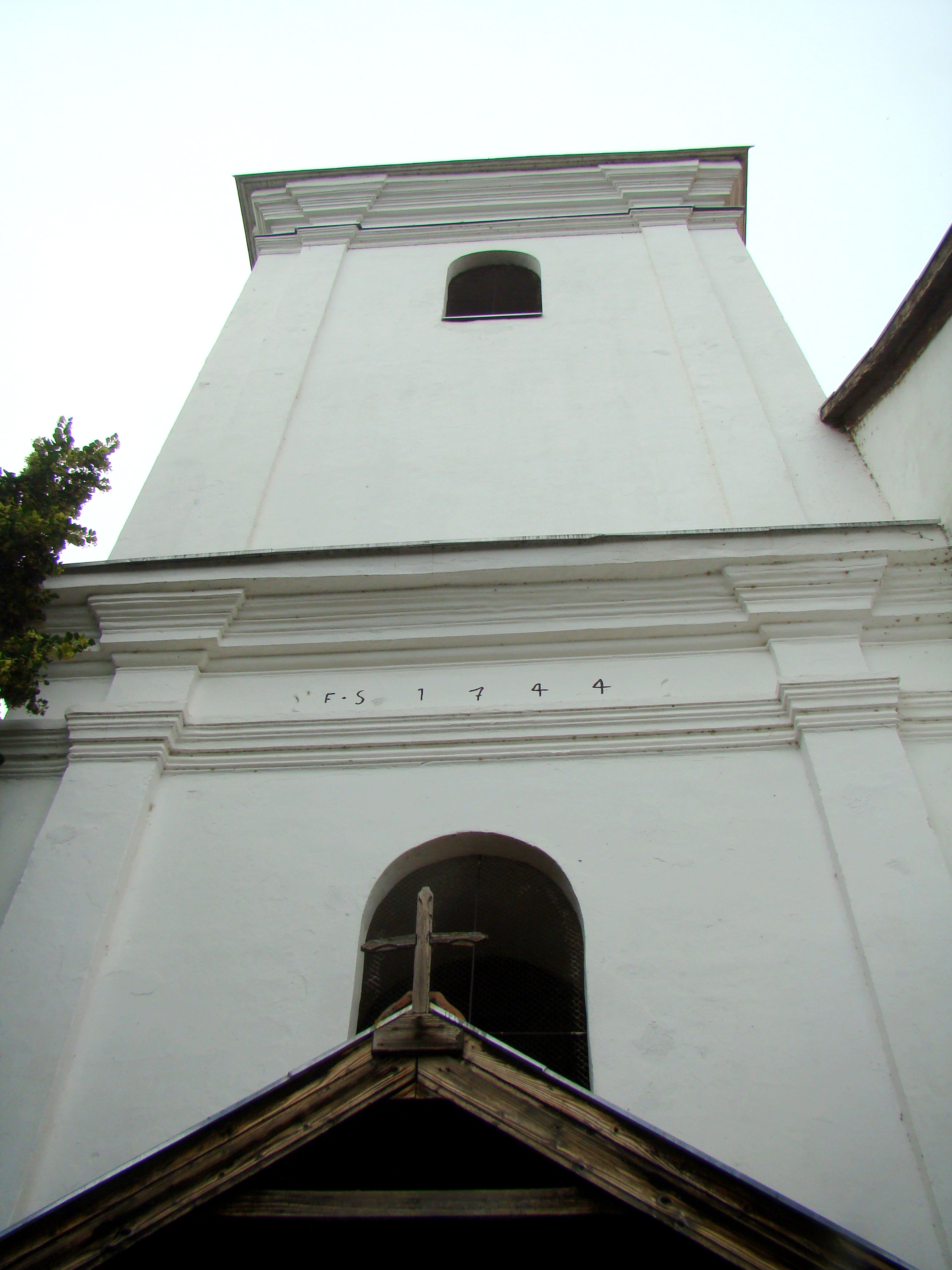
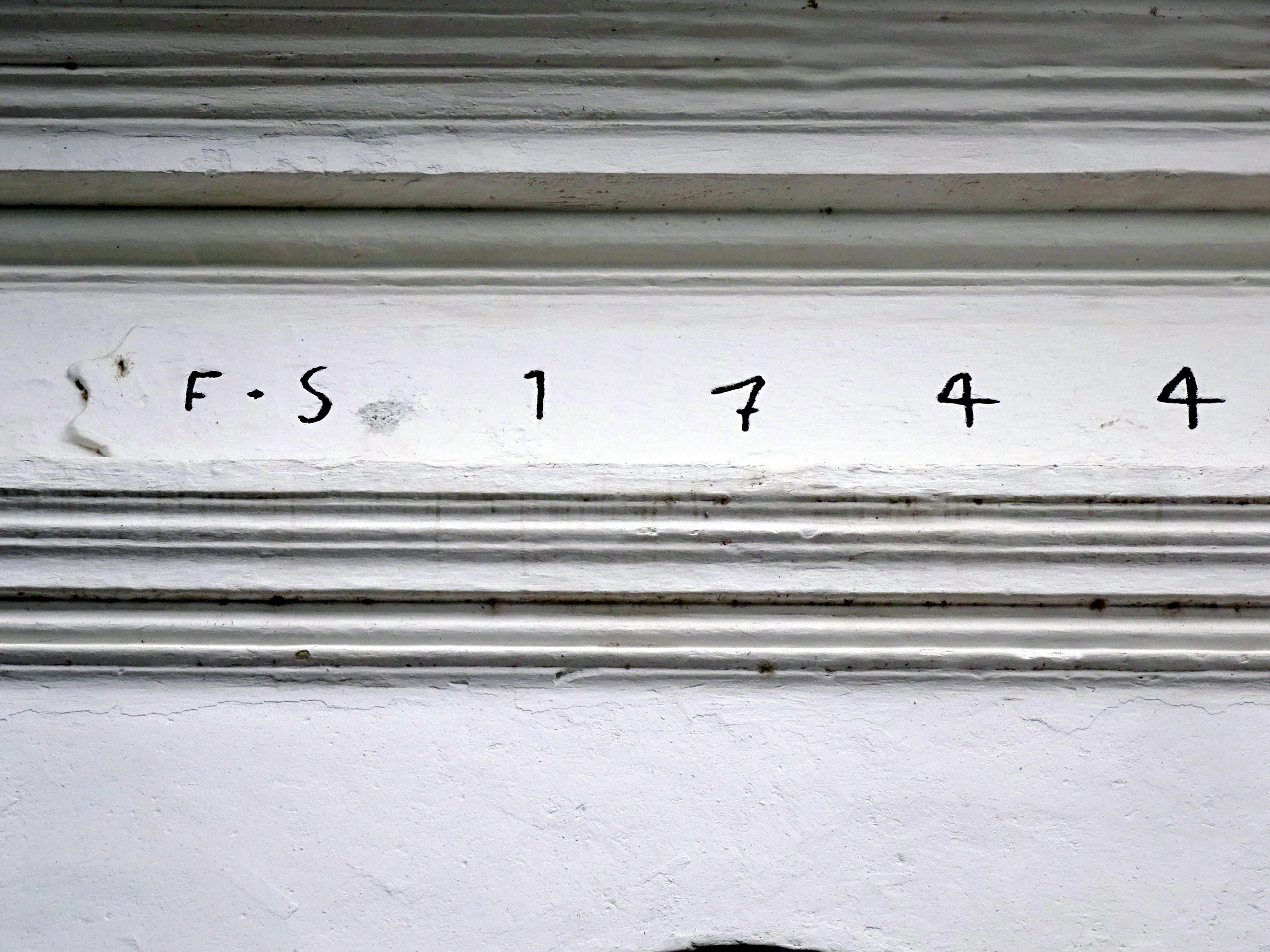
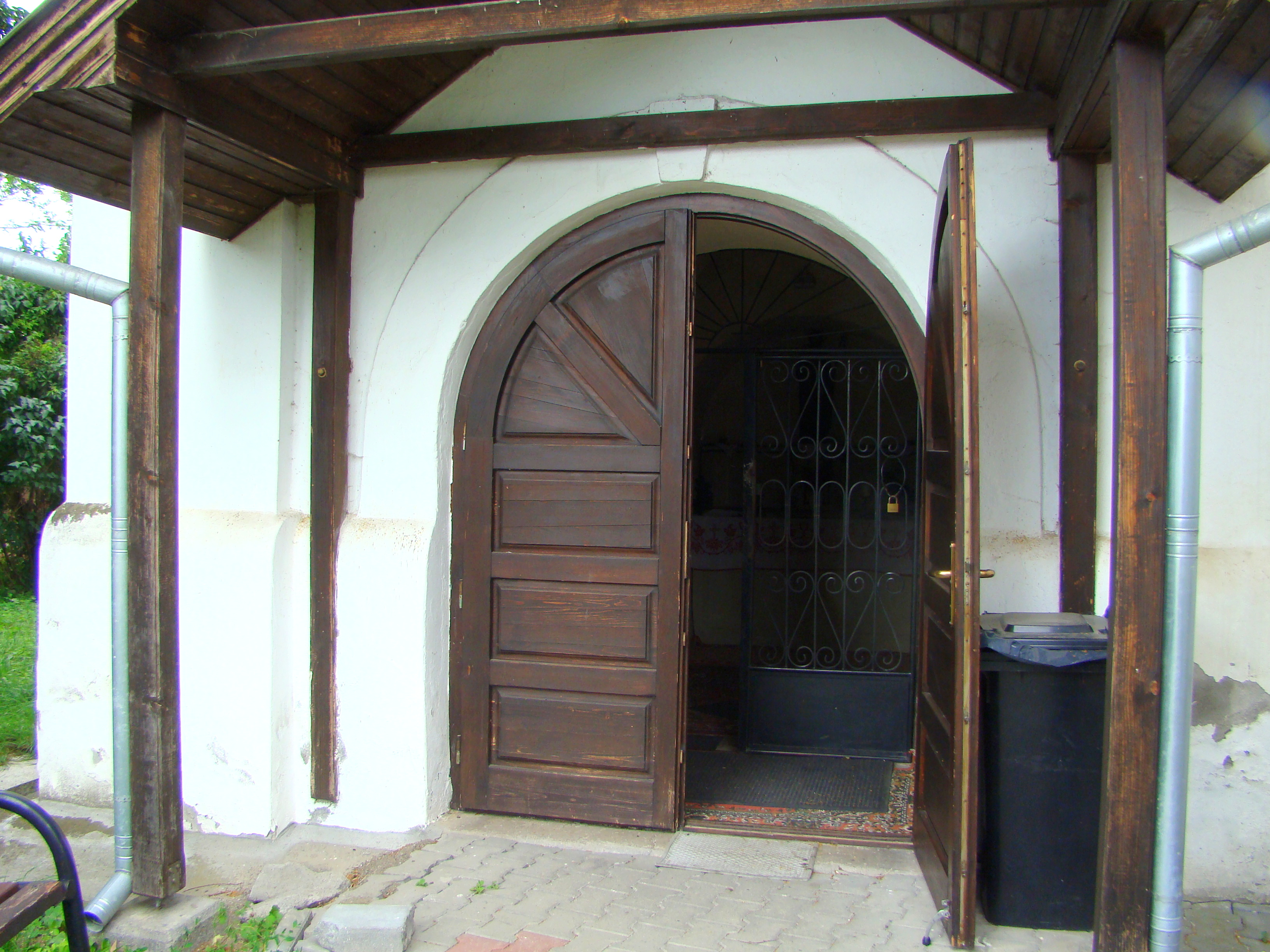
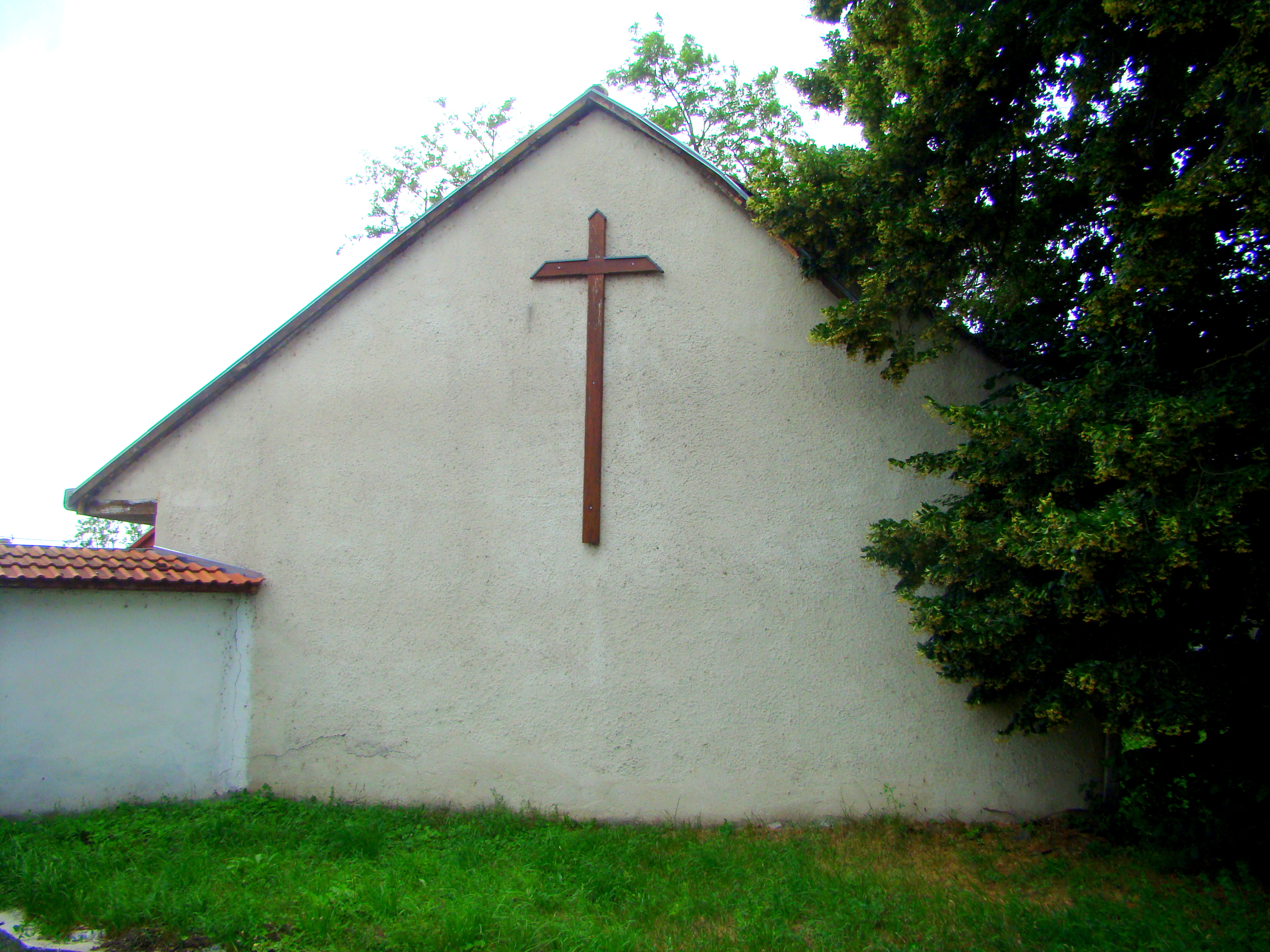
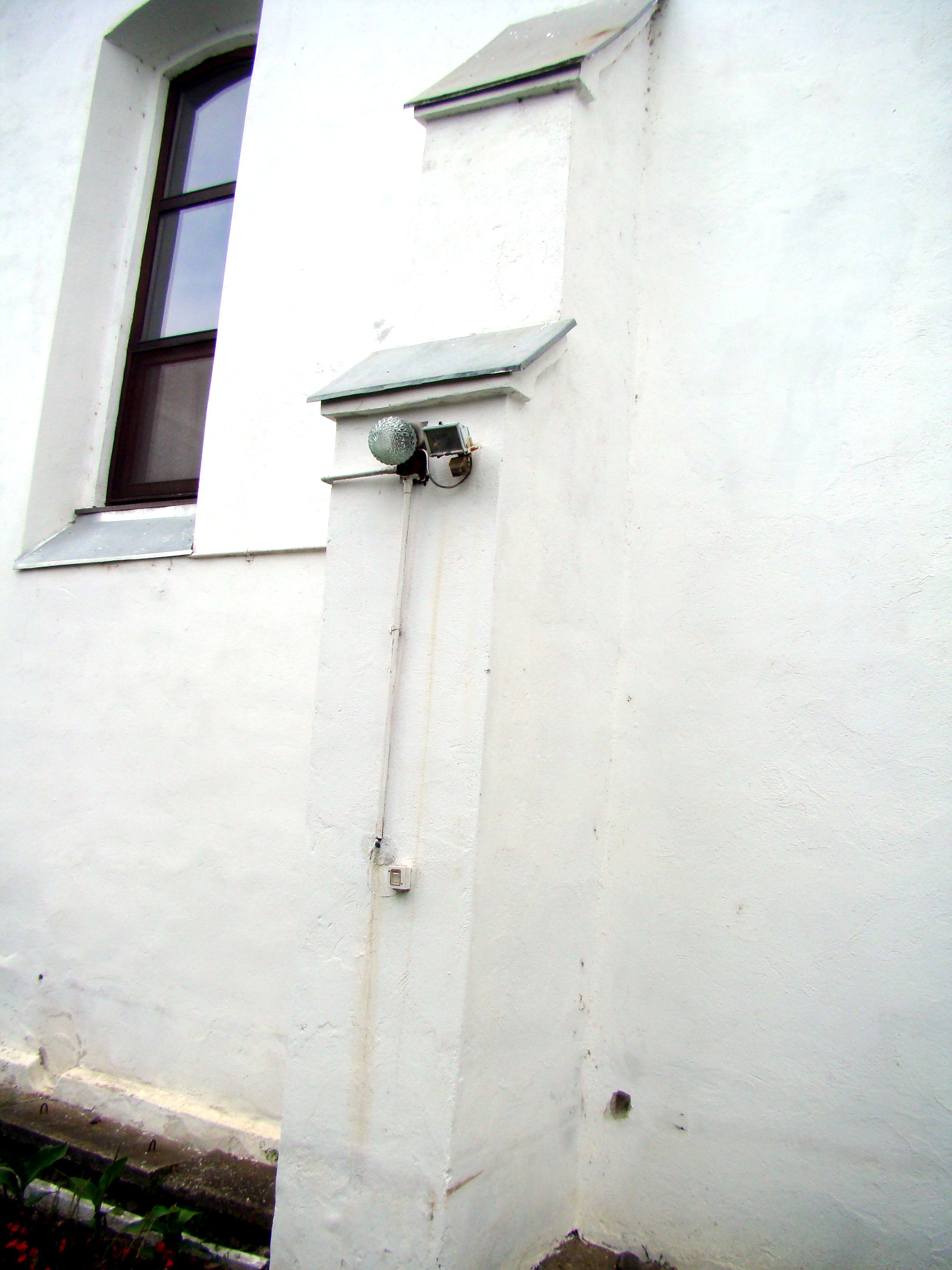
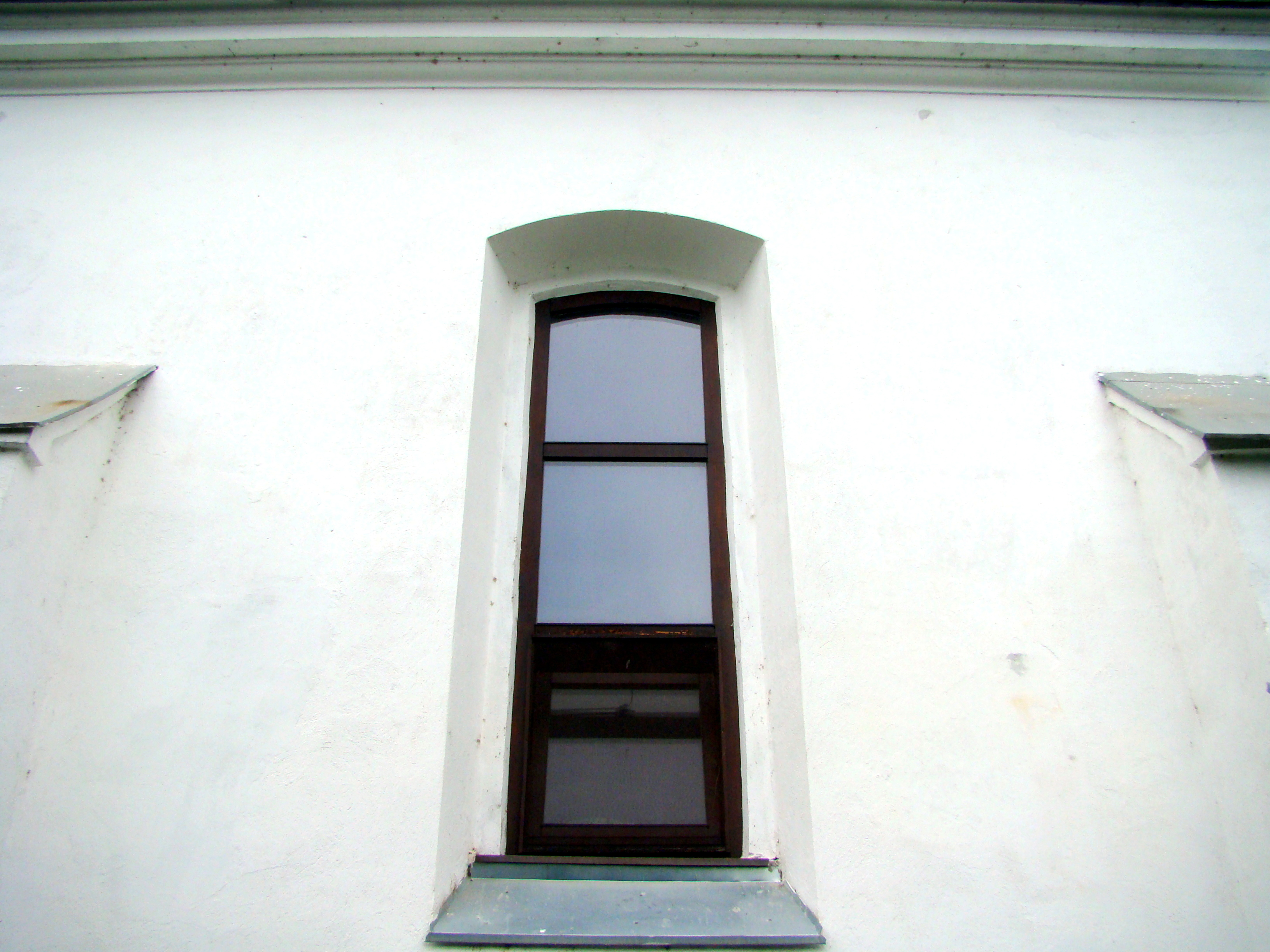
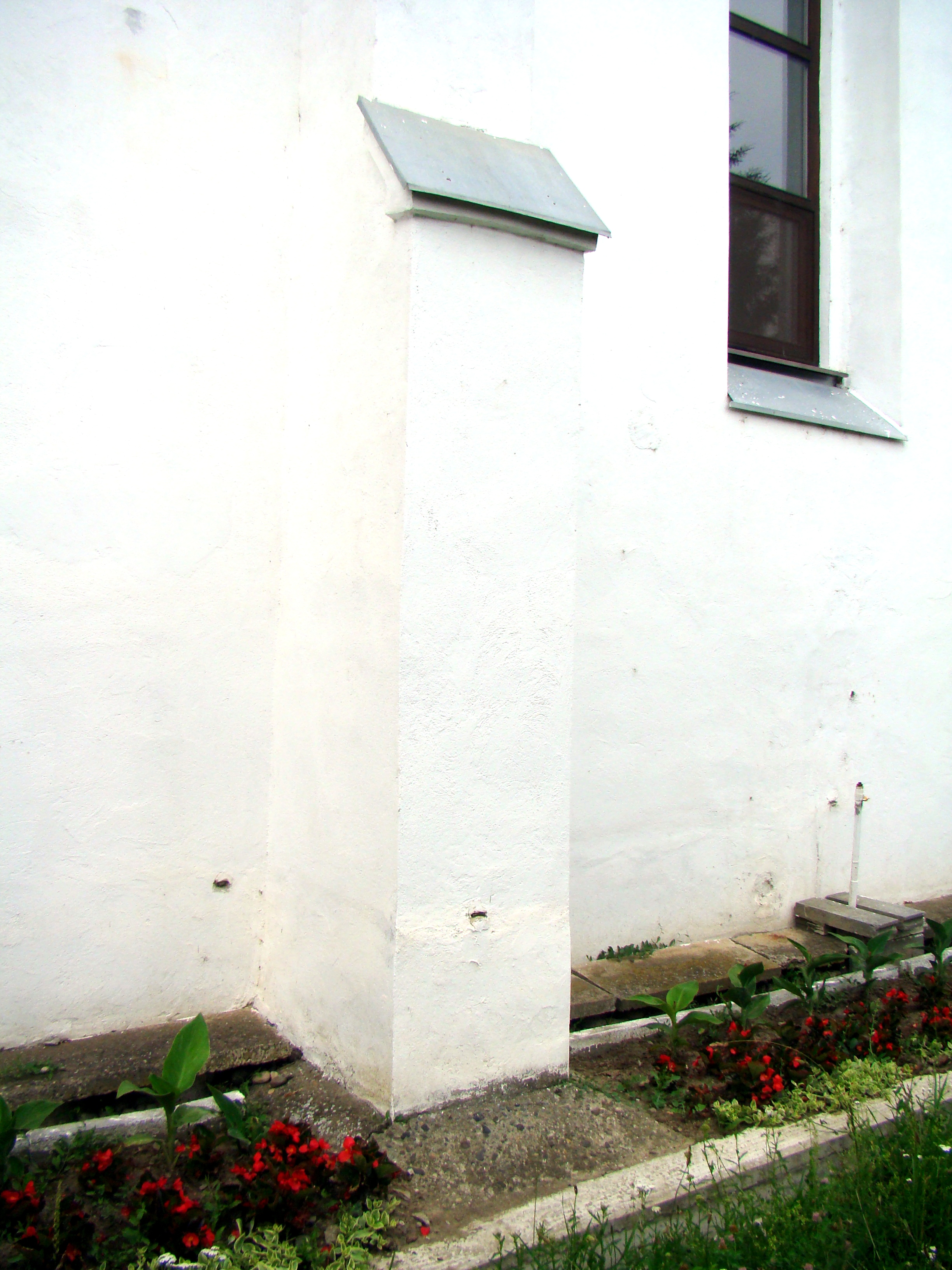
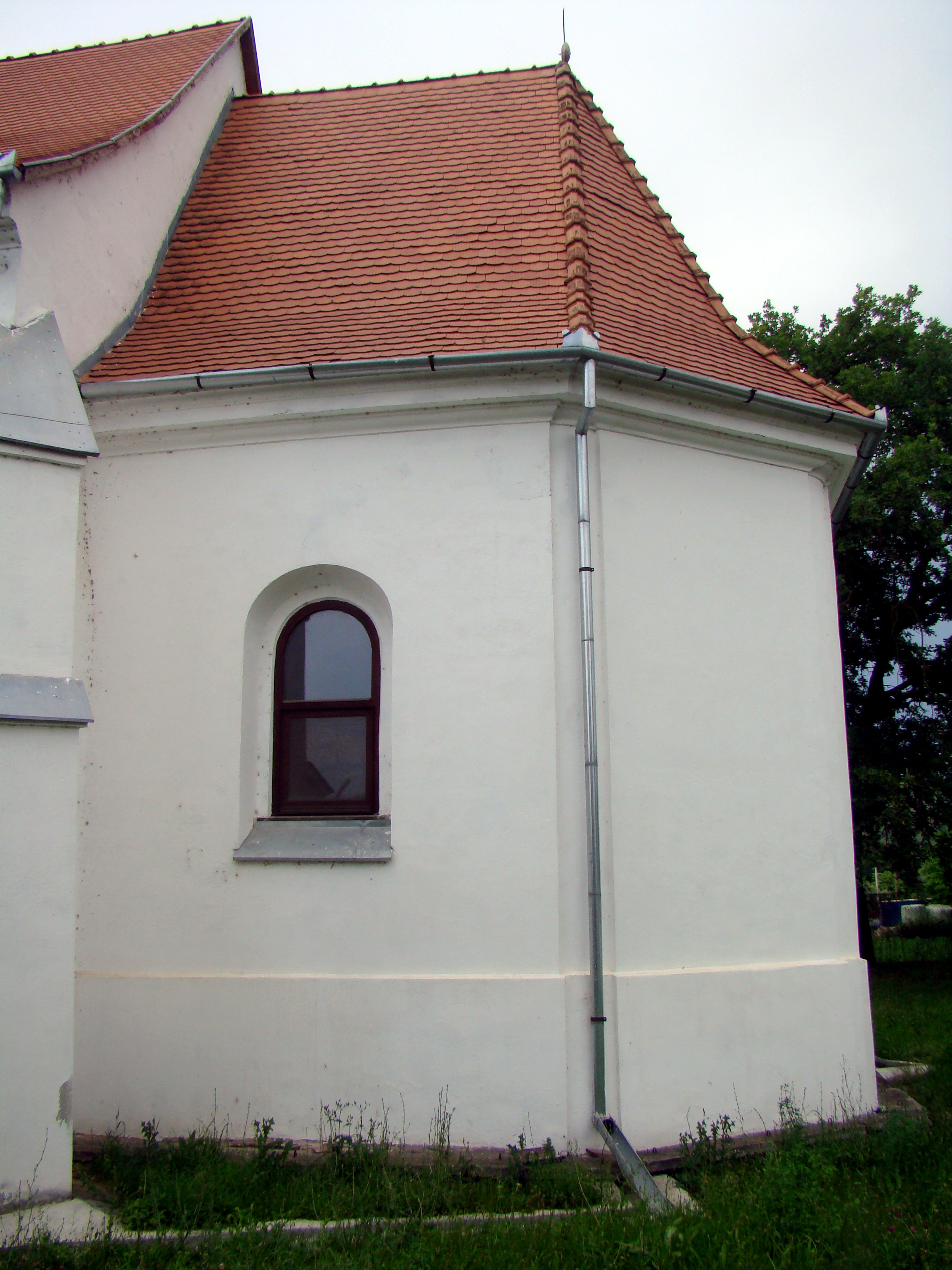
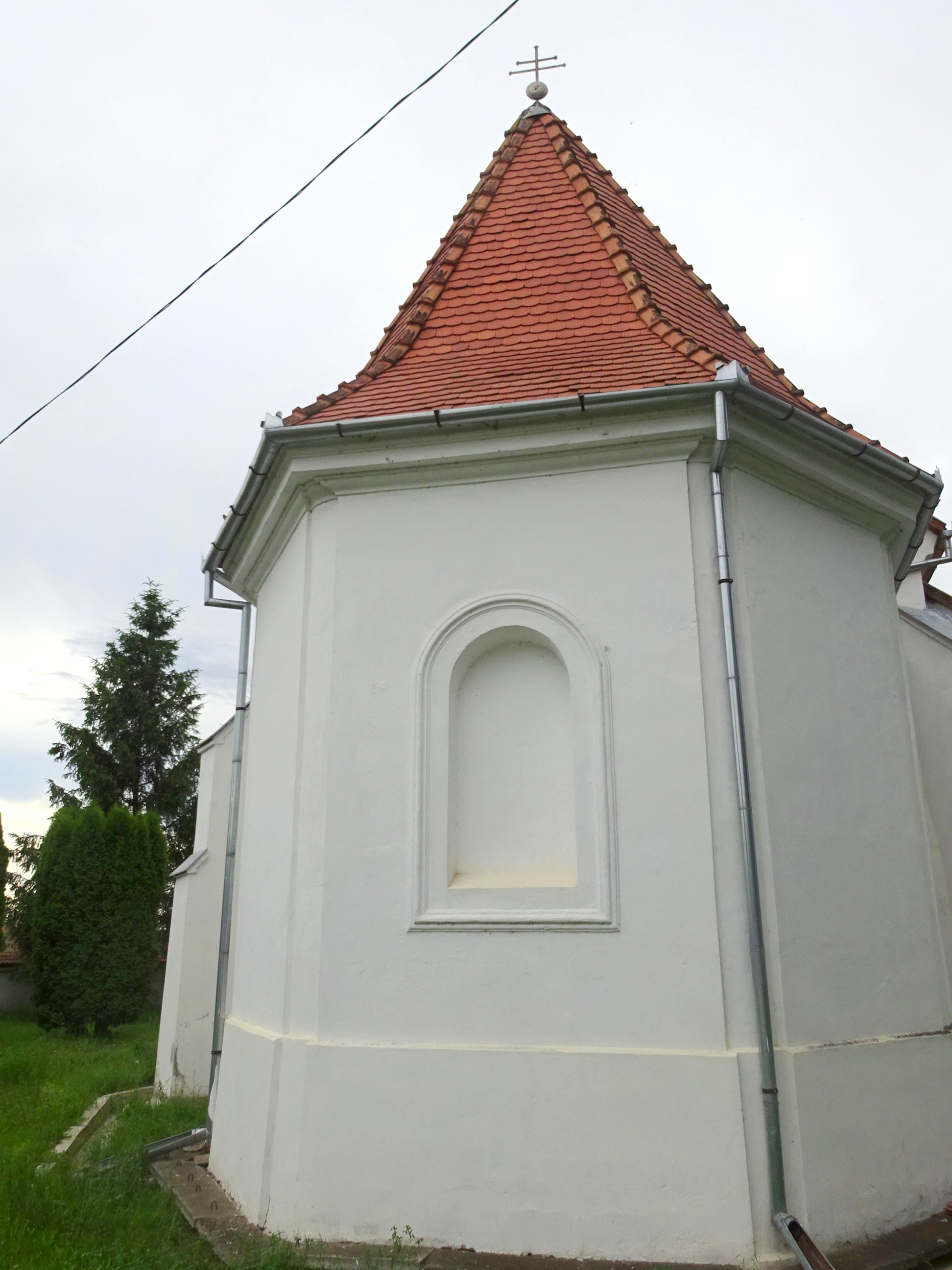
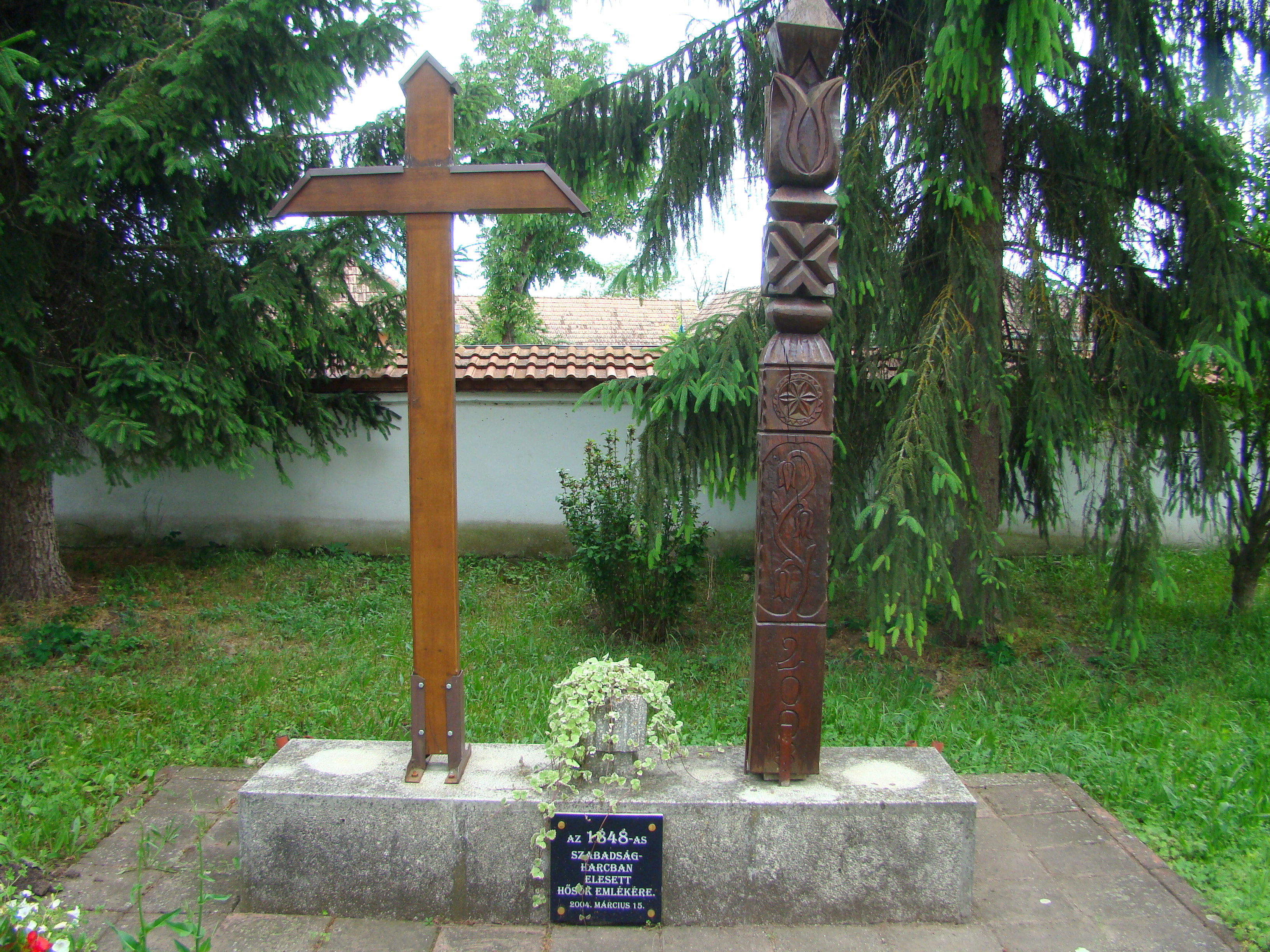
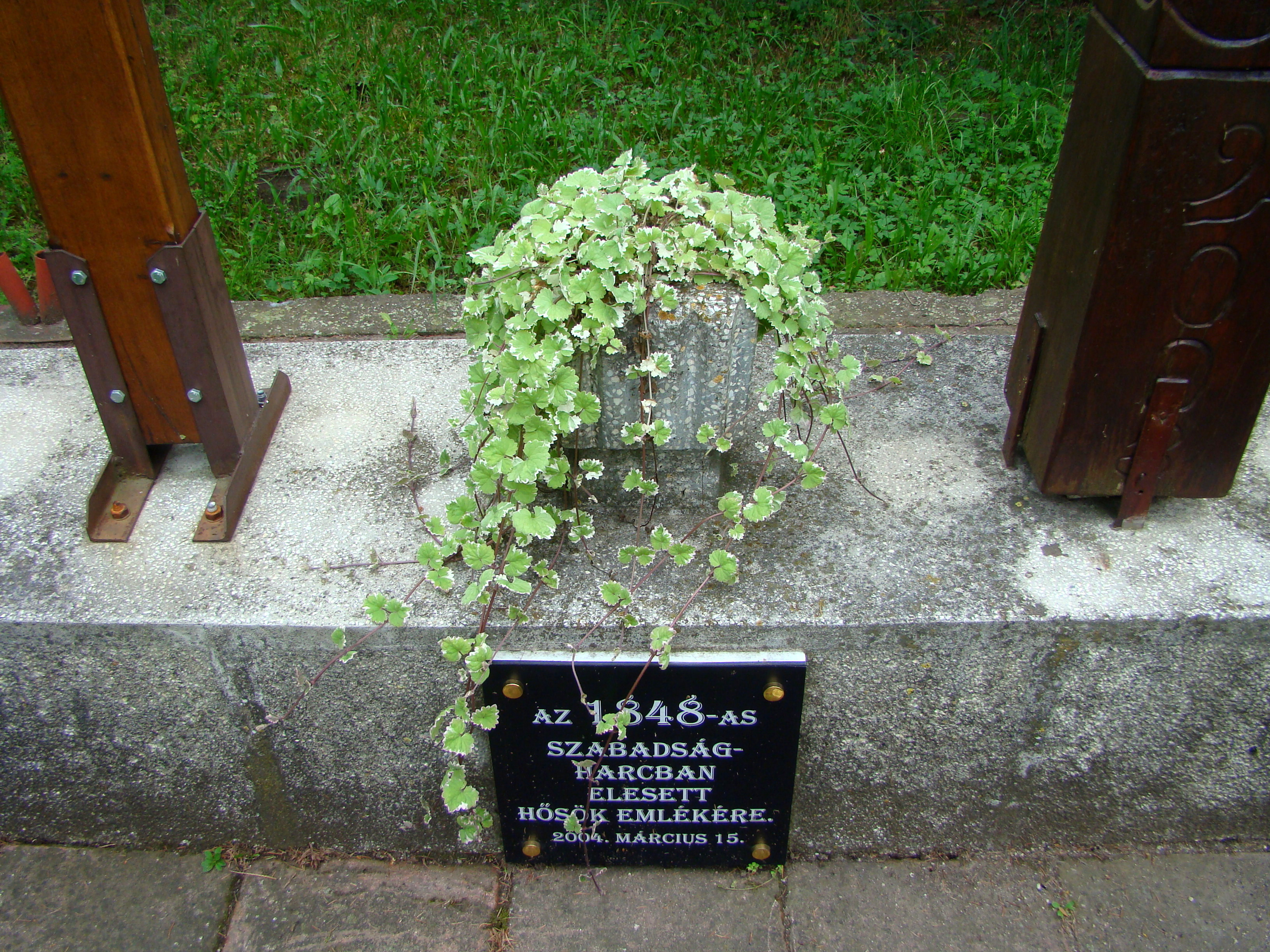
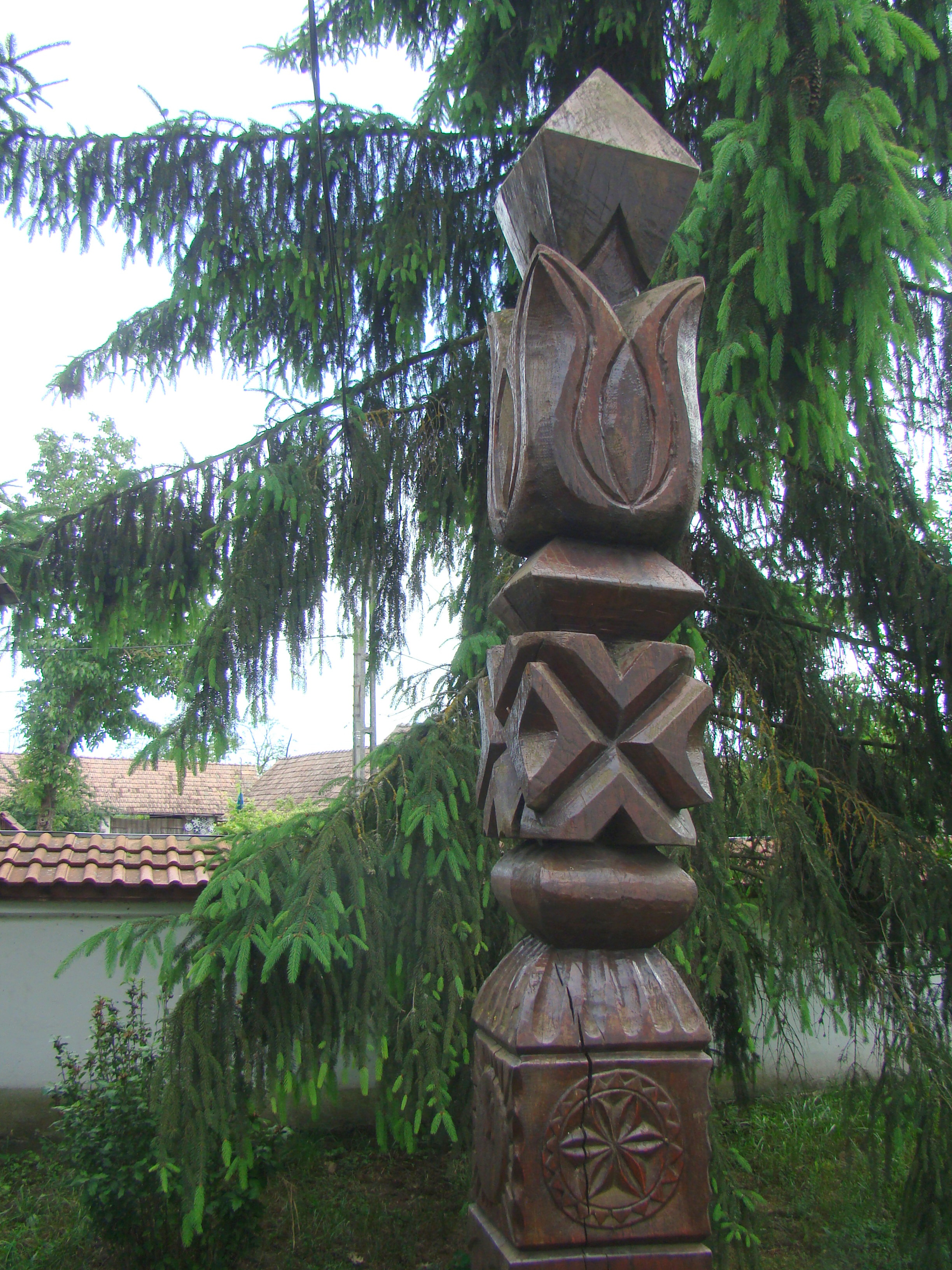
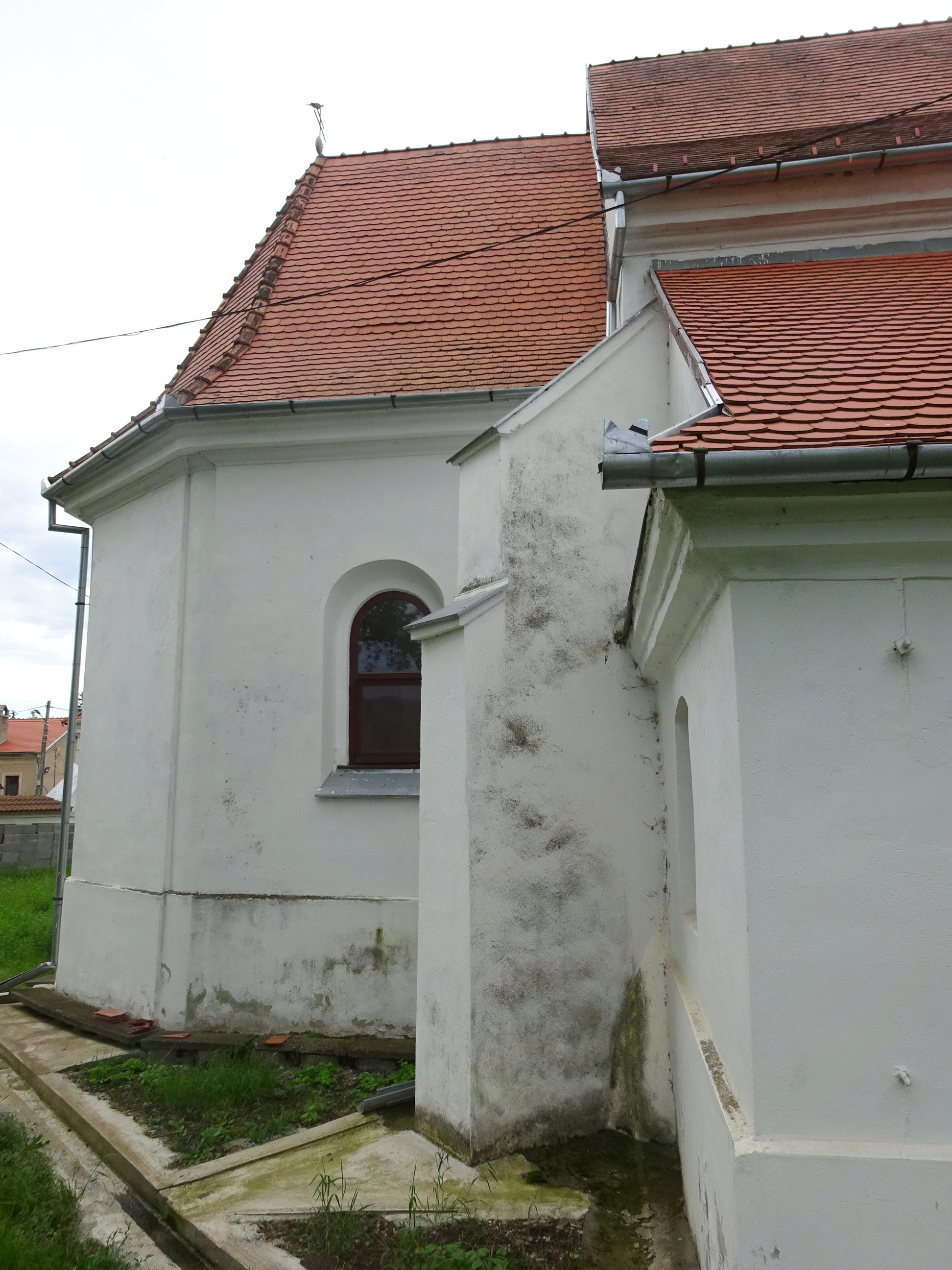
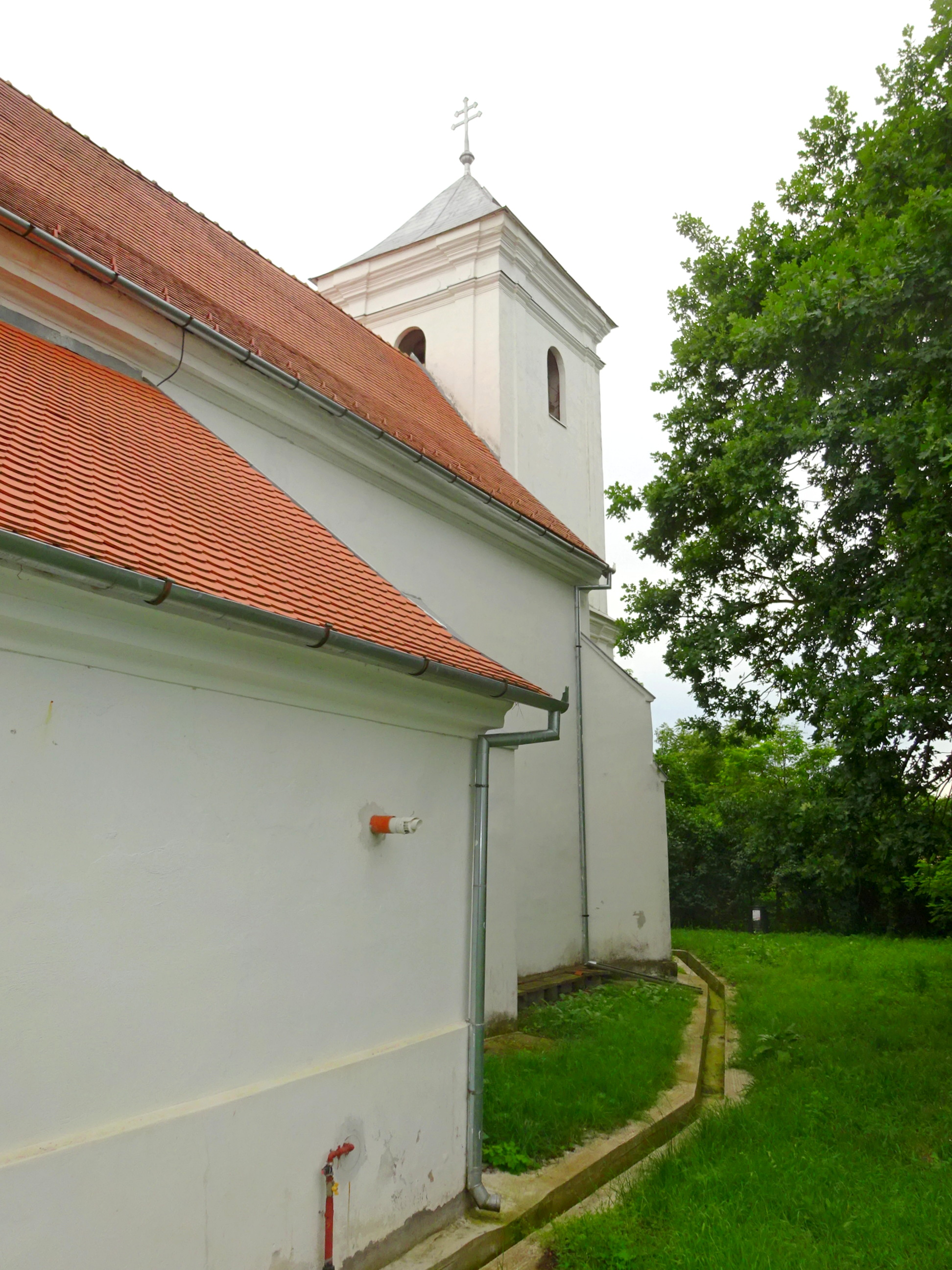
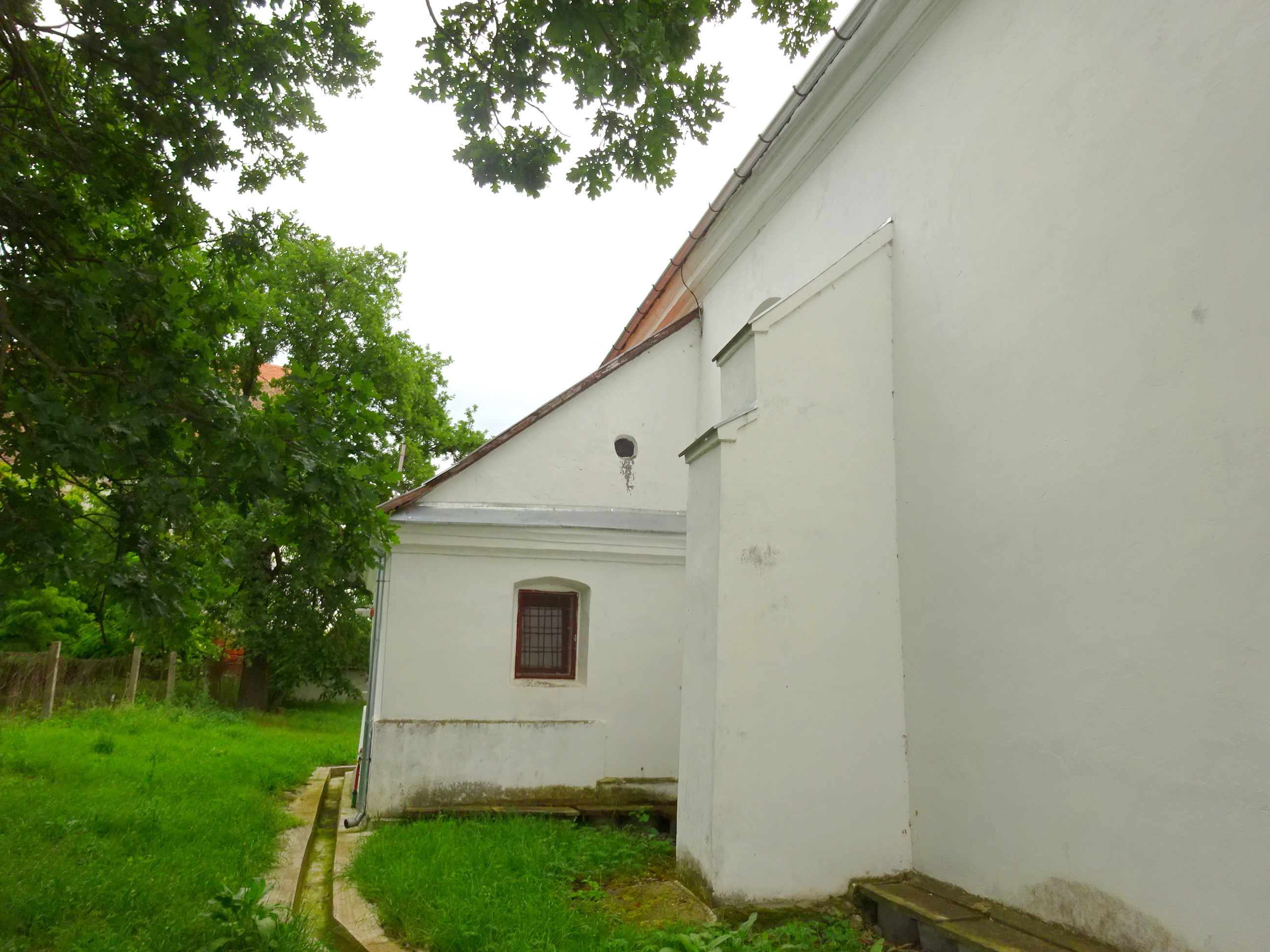
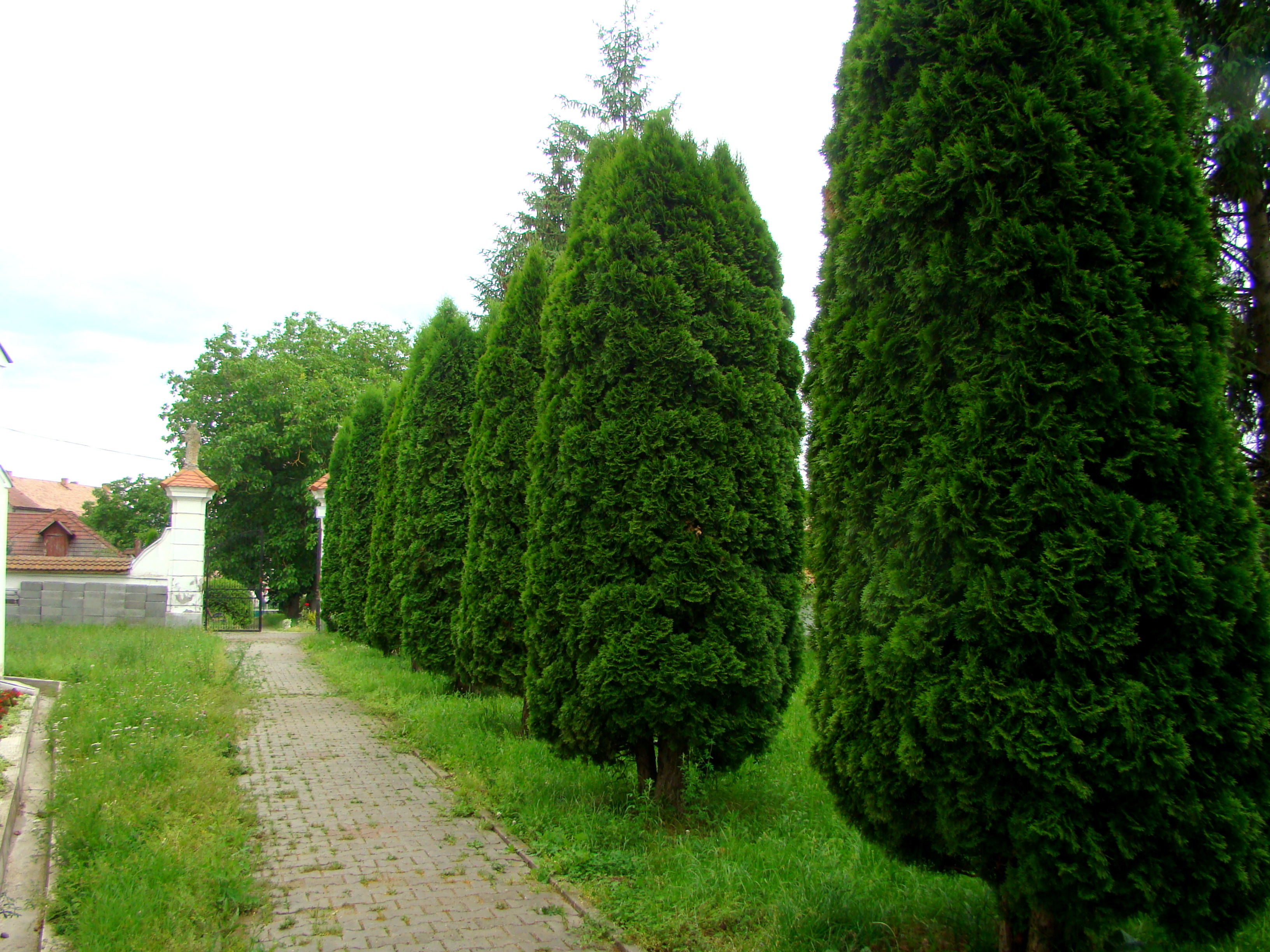
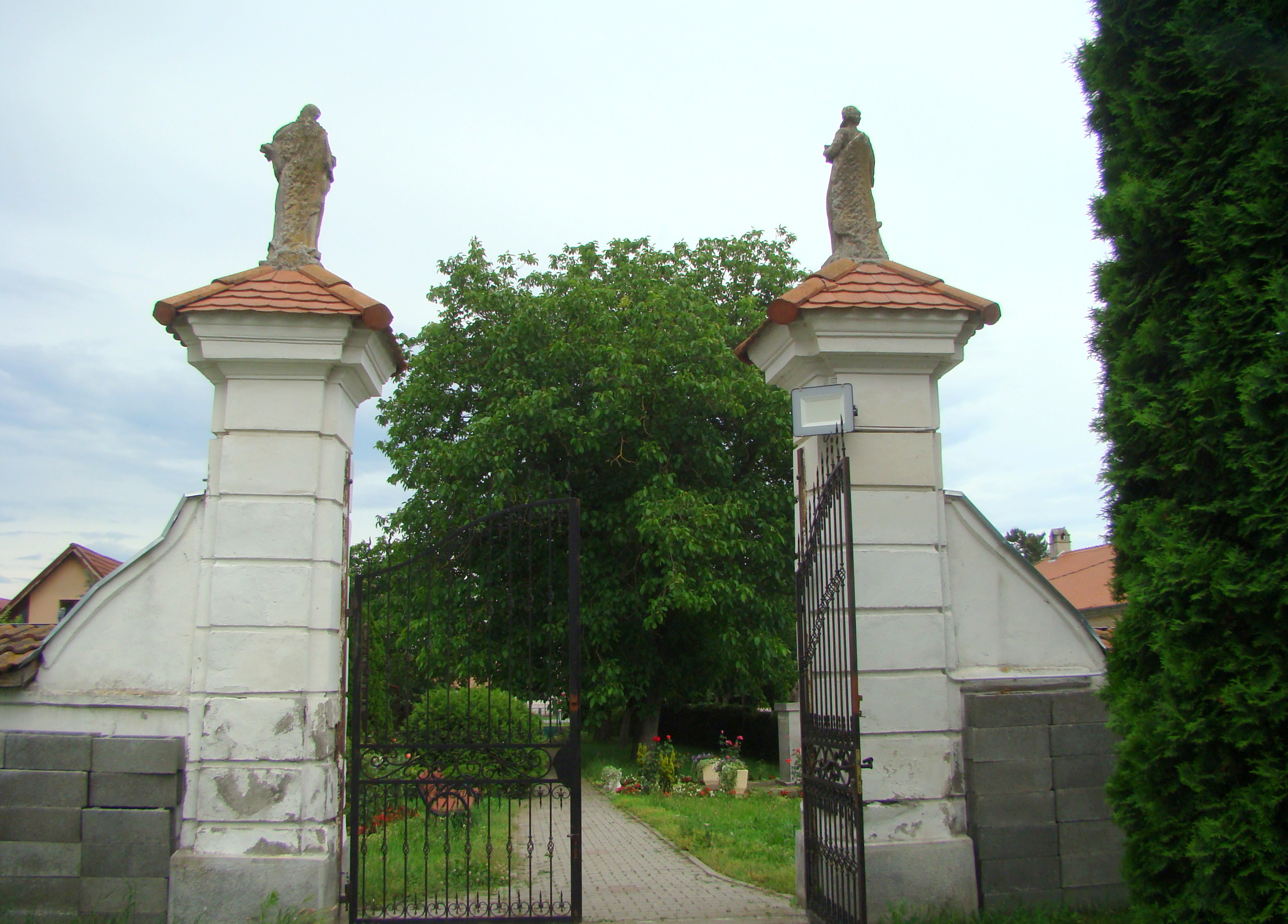
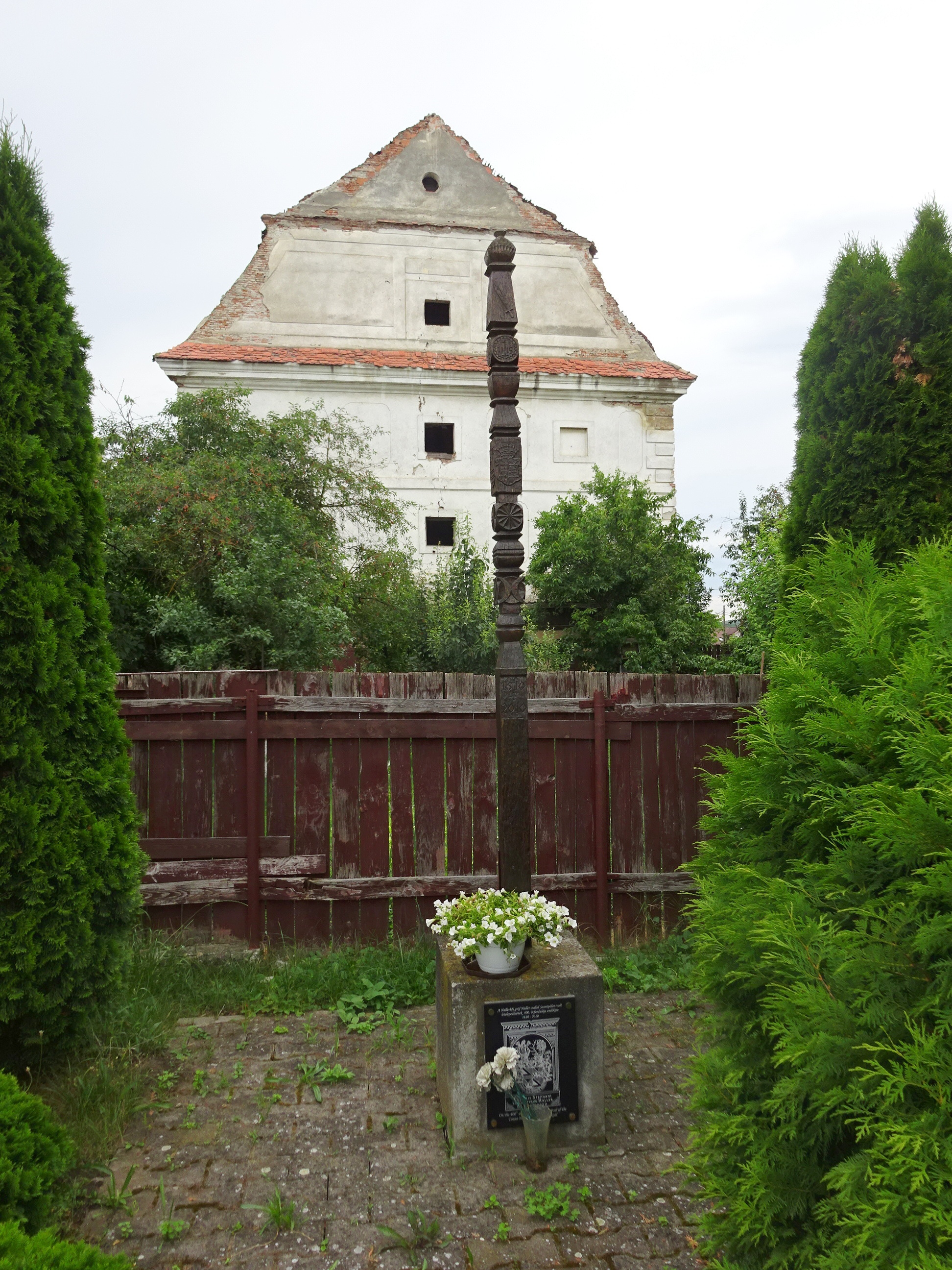
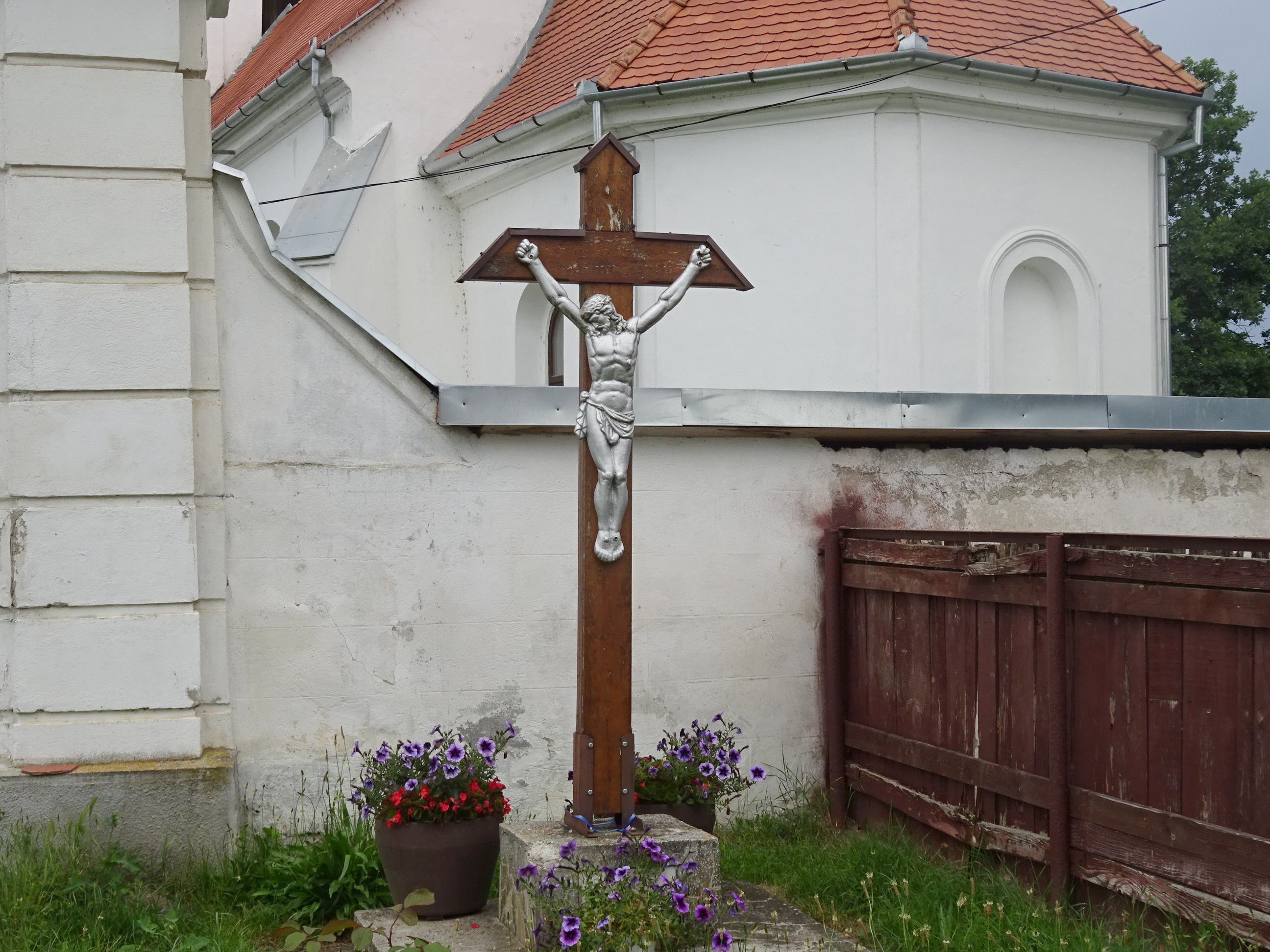
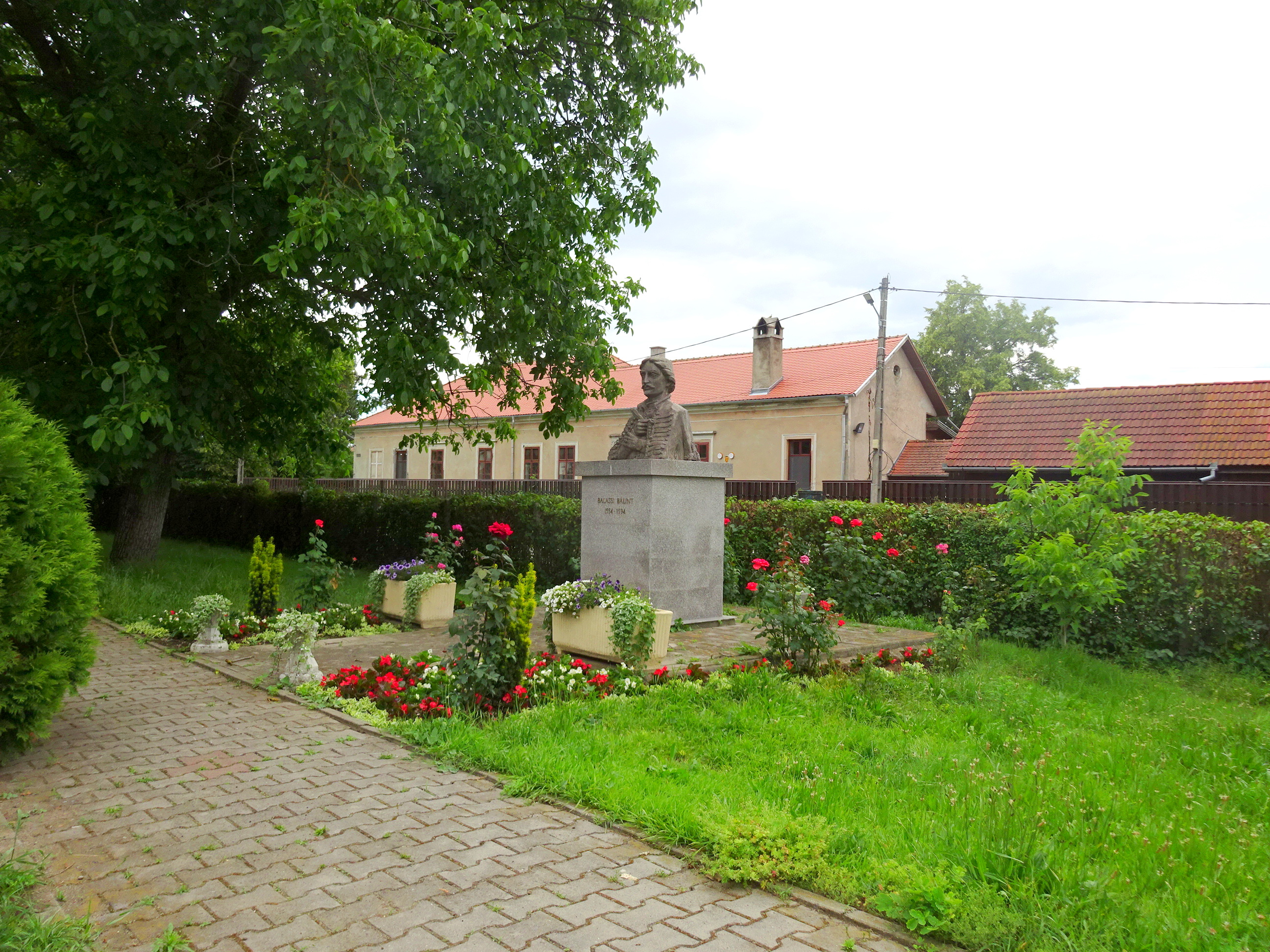
Bustul lui Bálint Balassi

## Imagini din interior

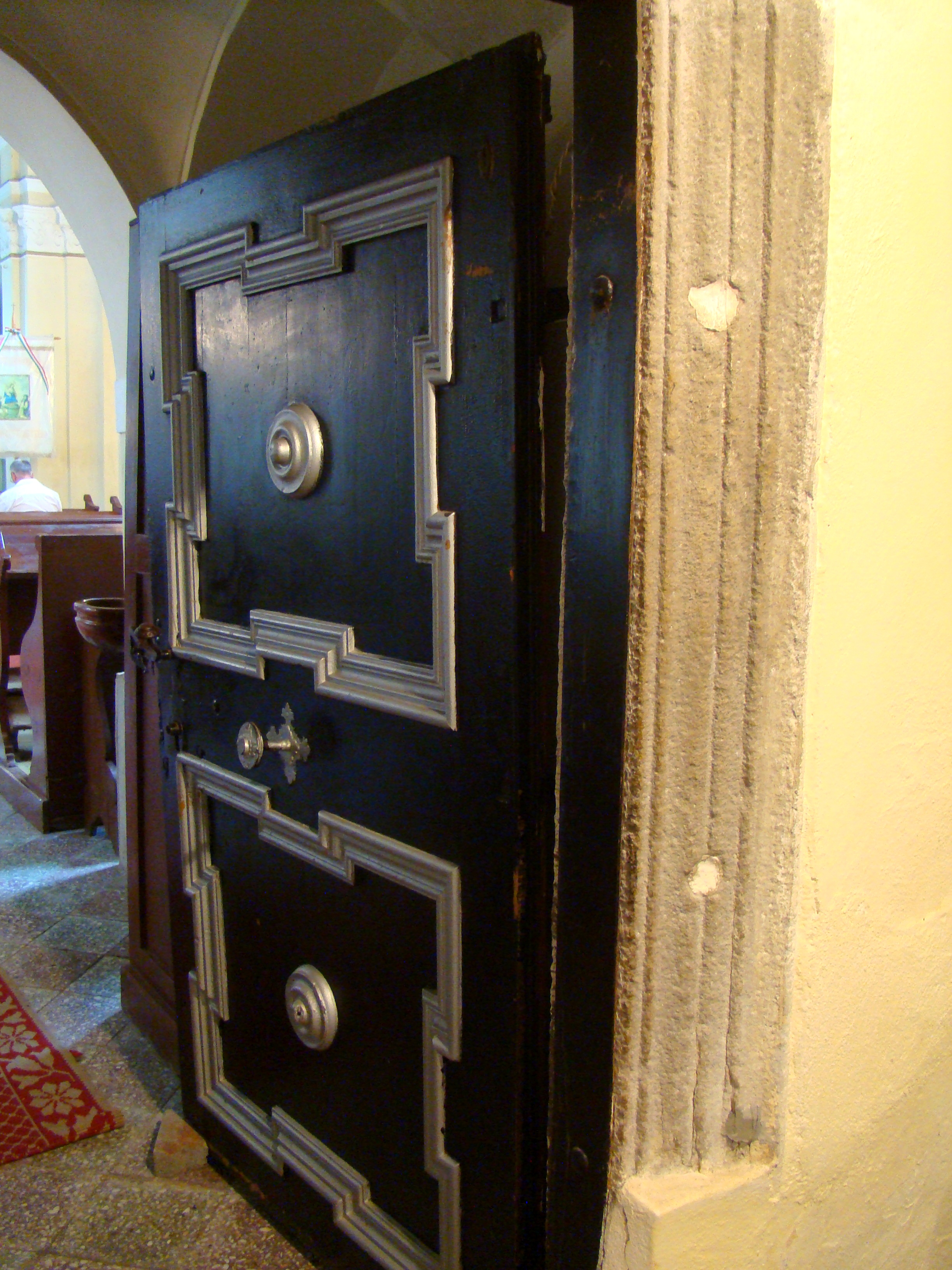
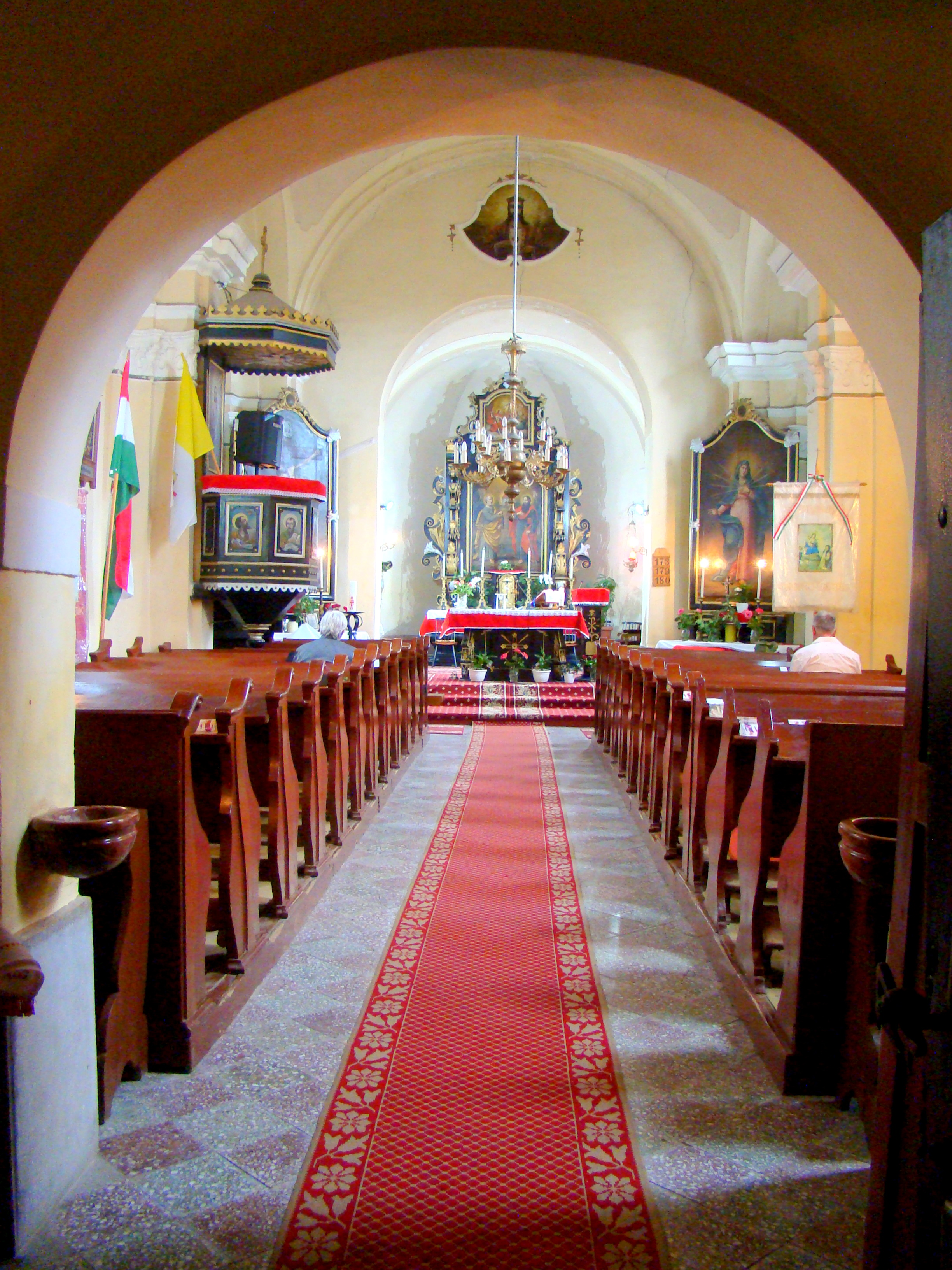
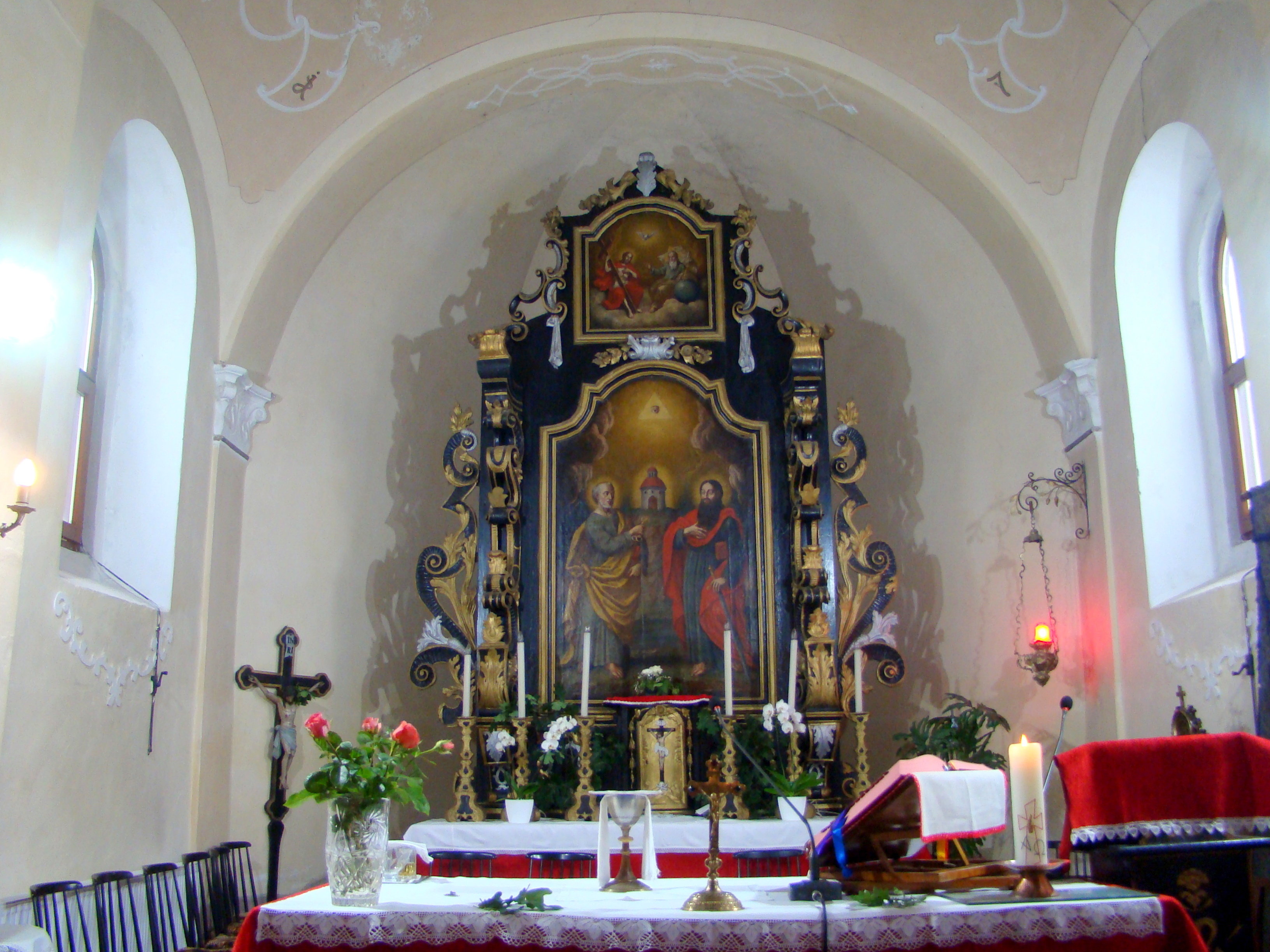
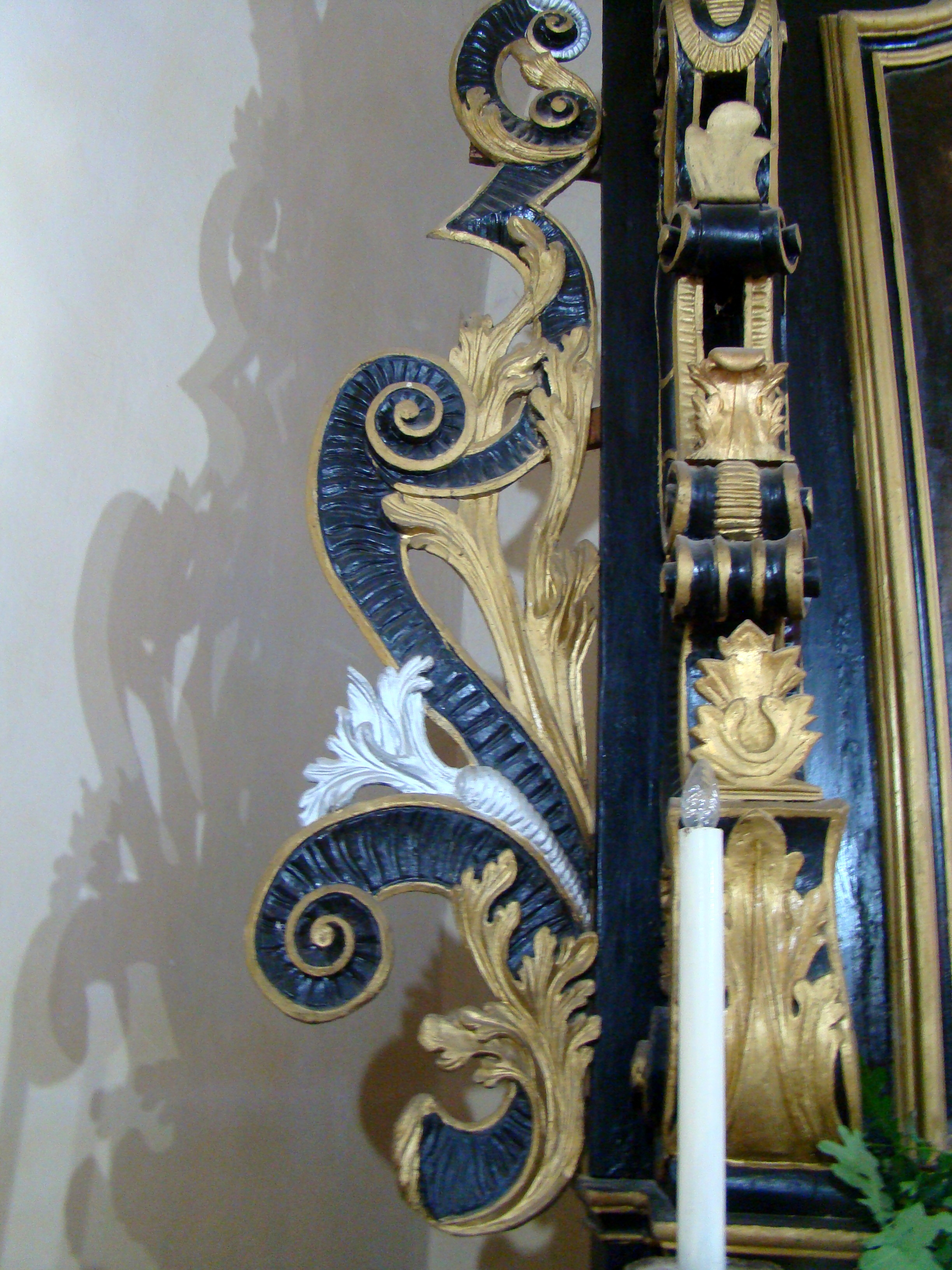
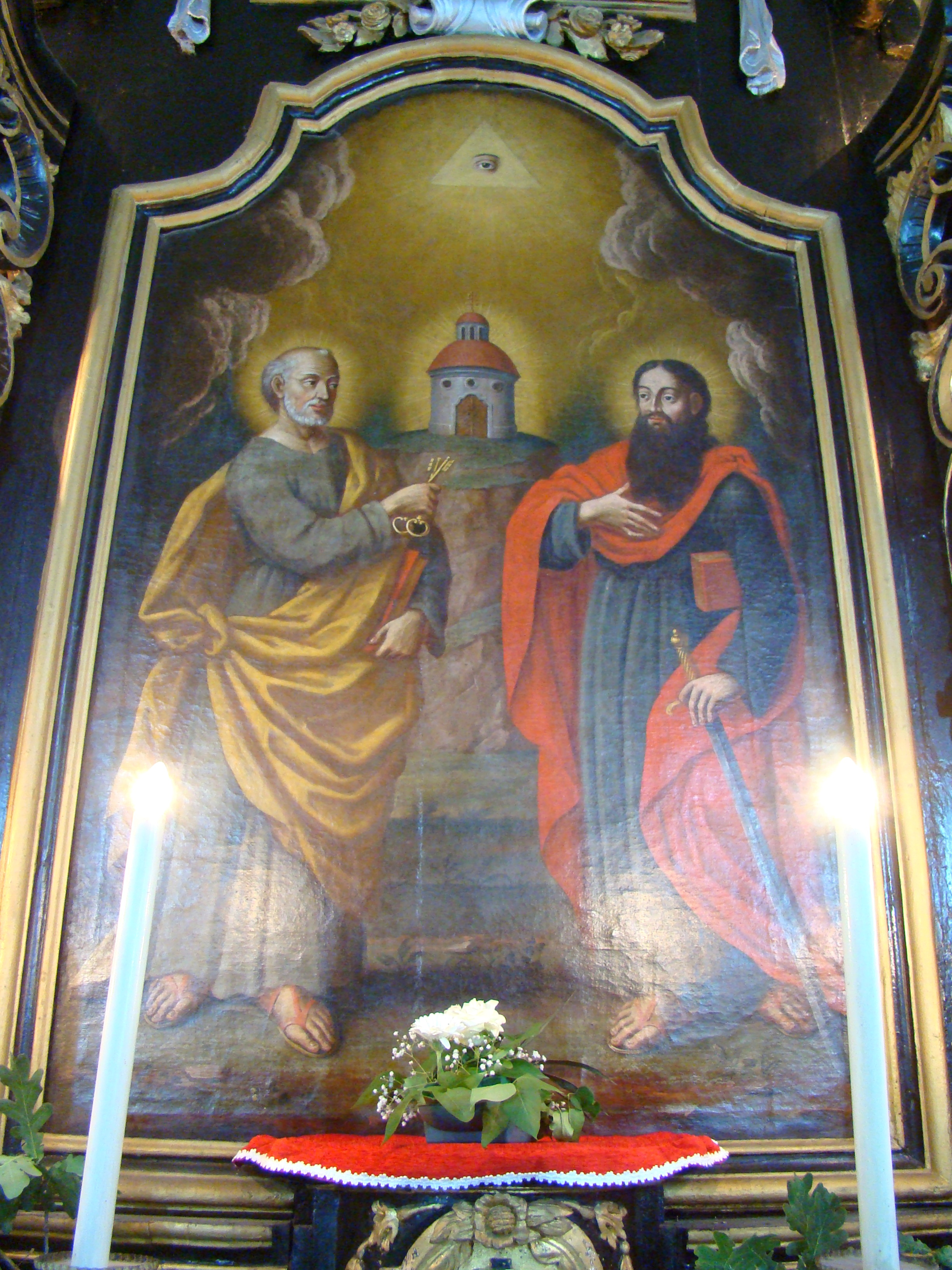
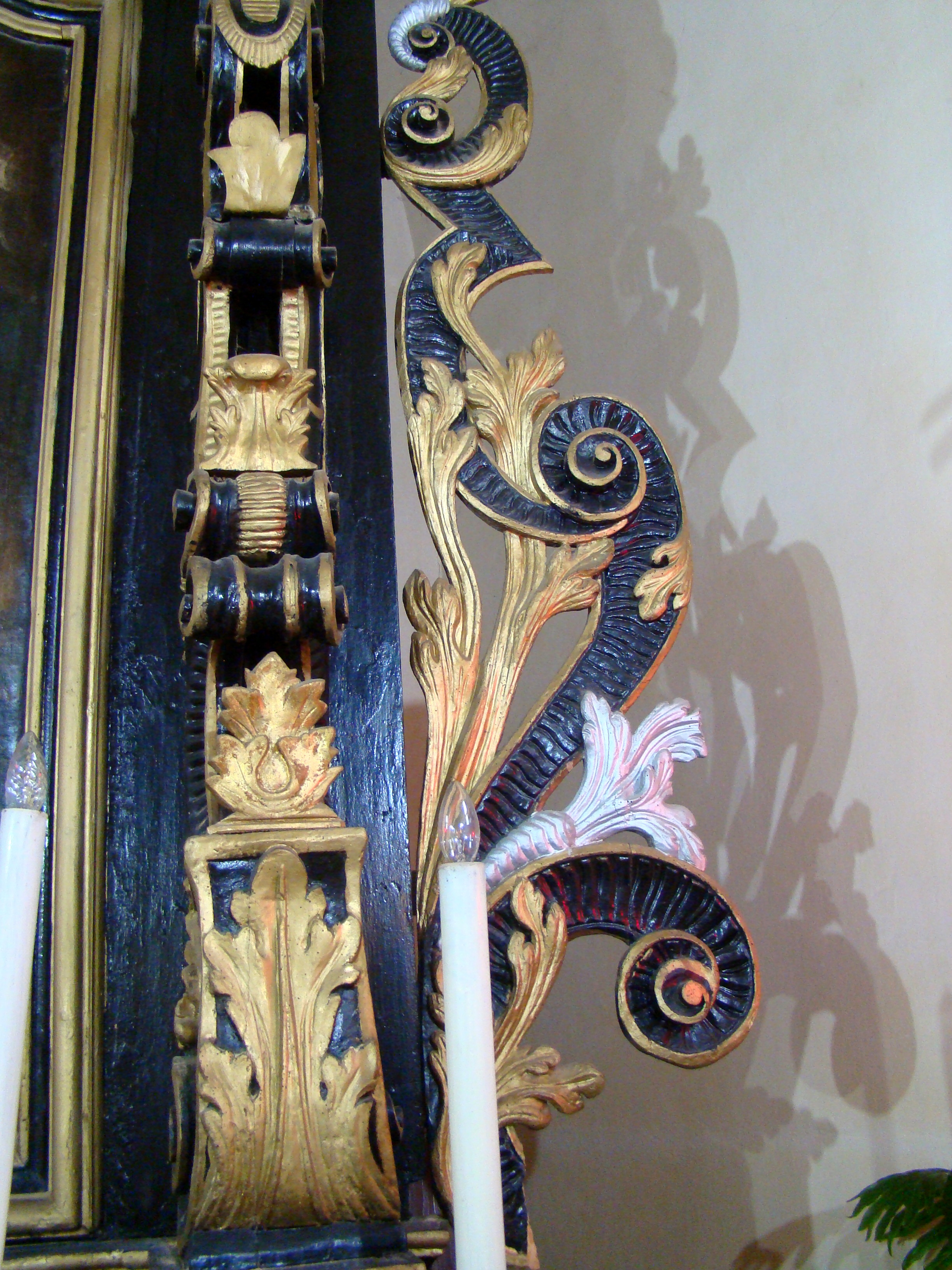
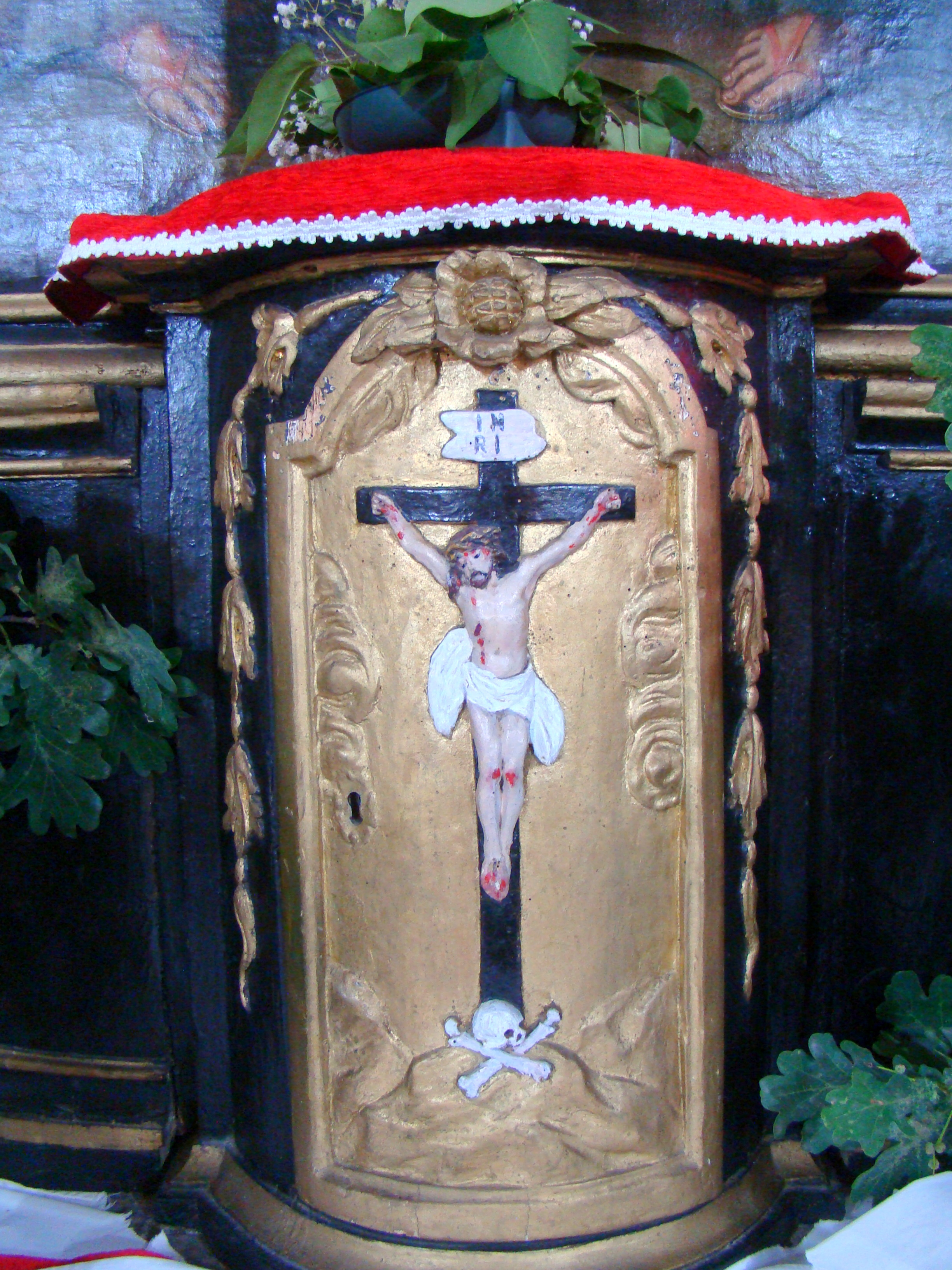
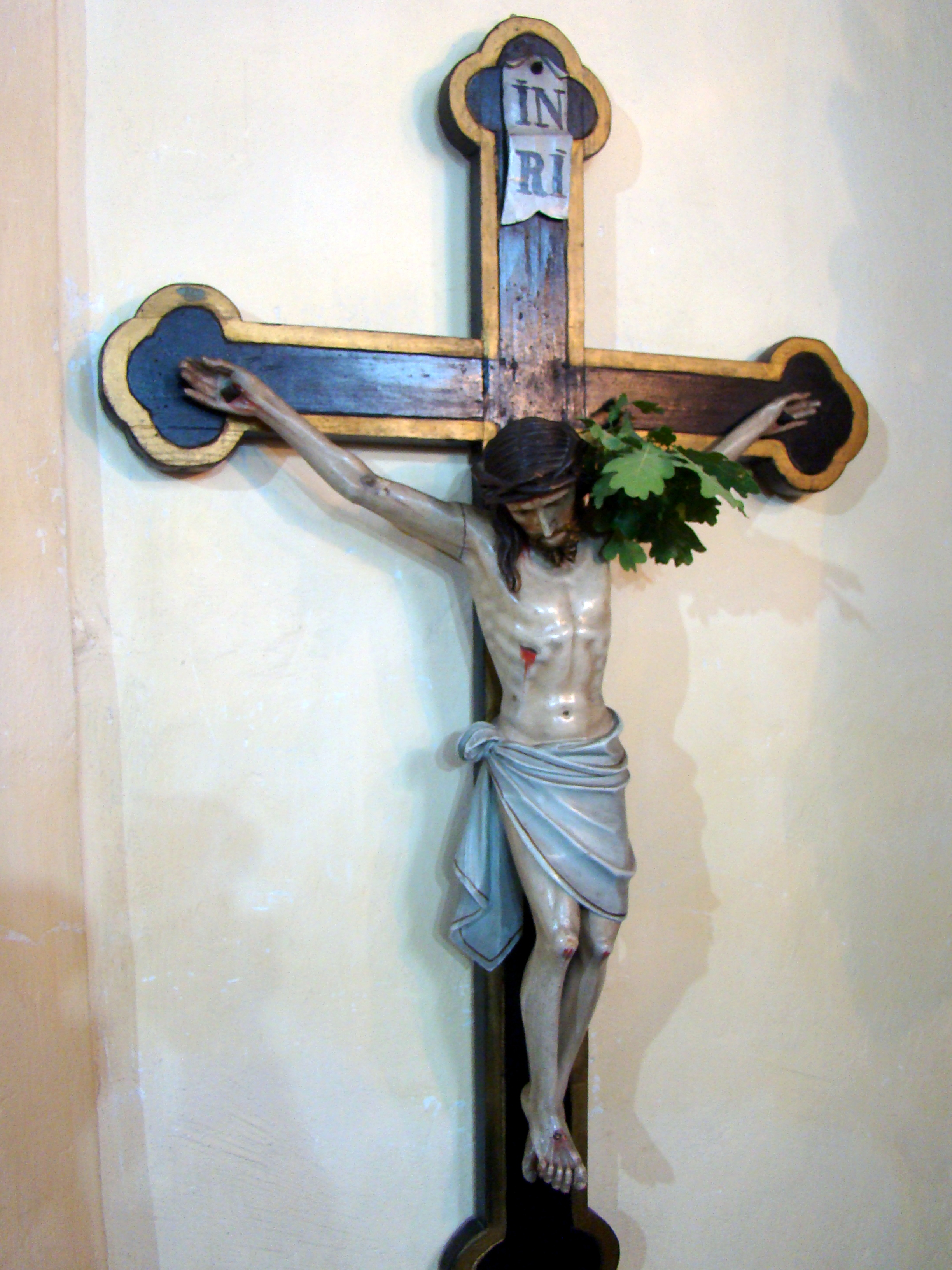
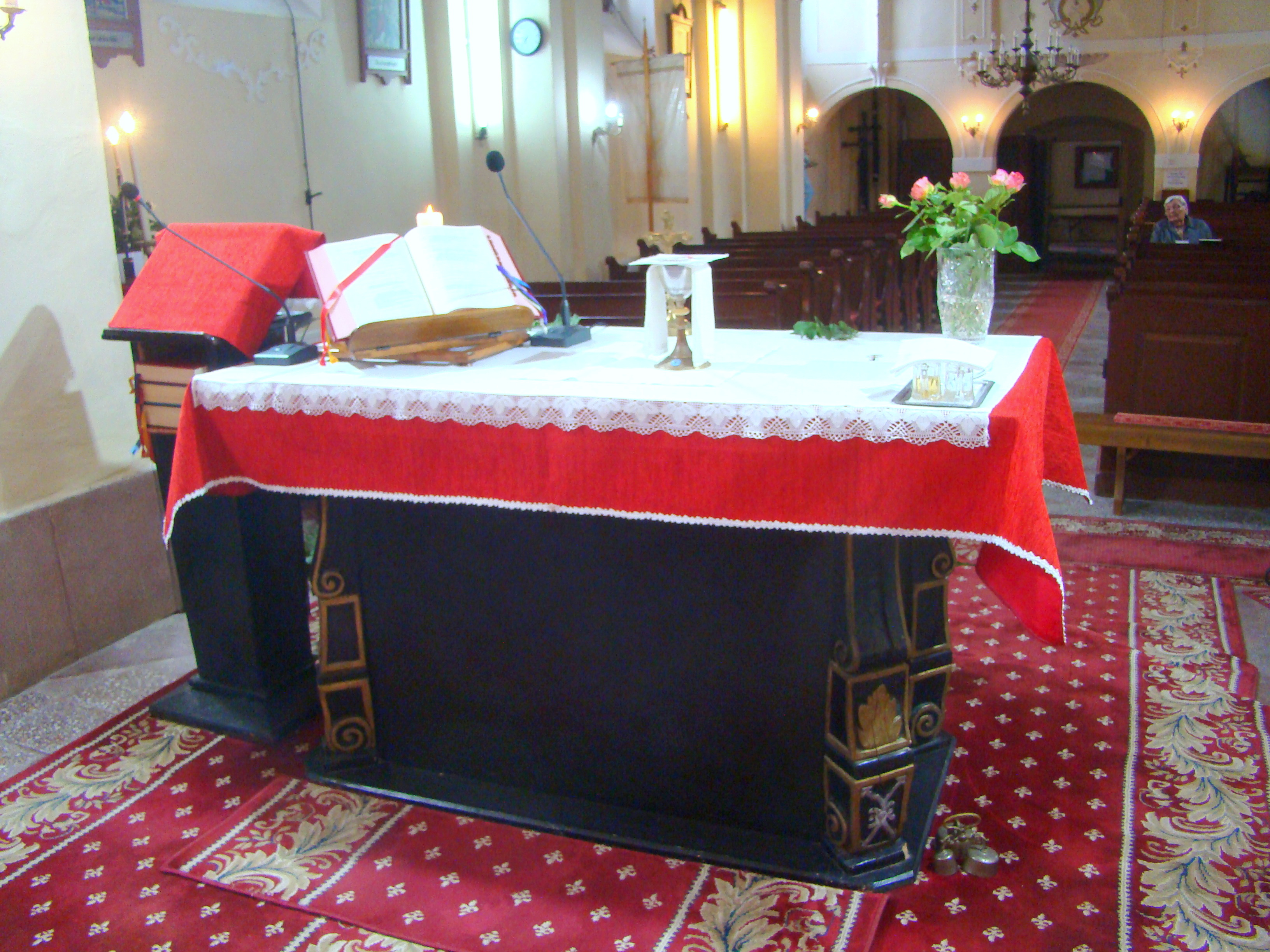
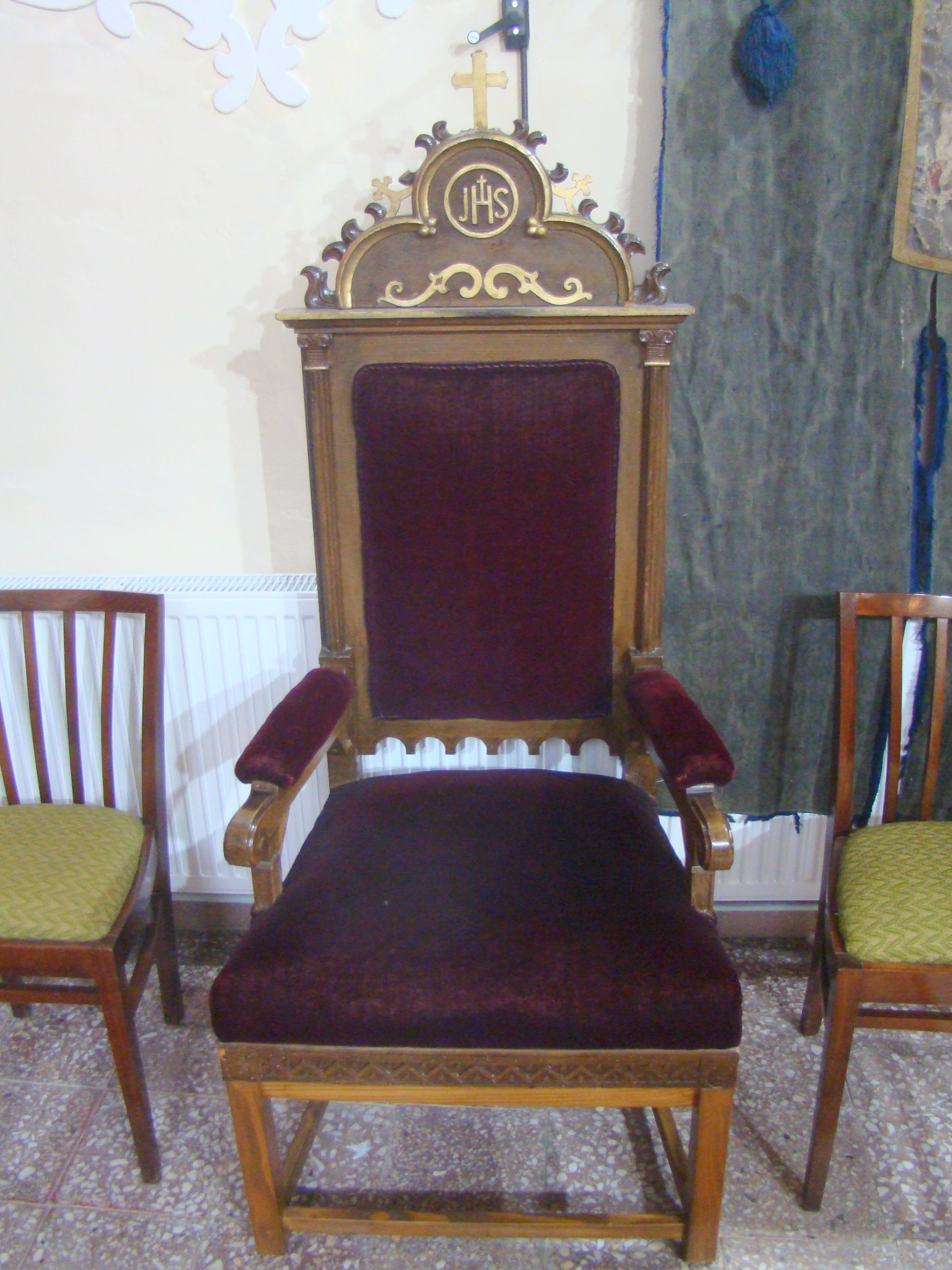
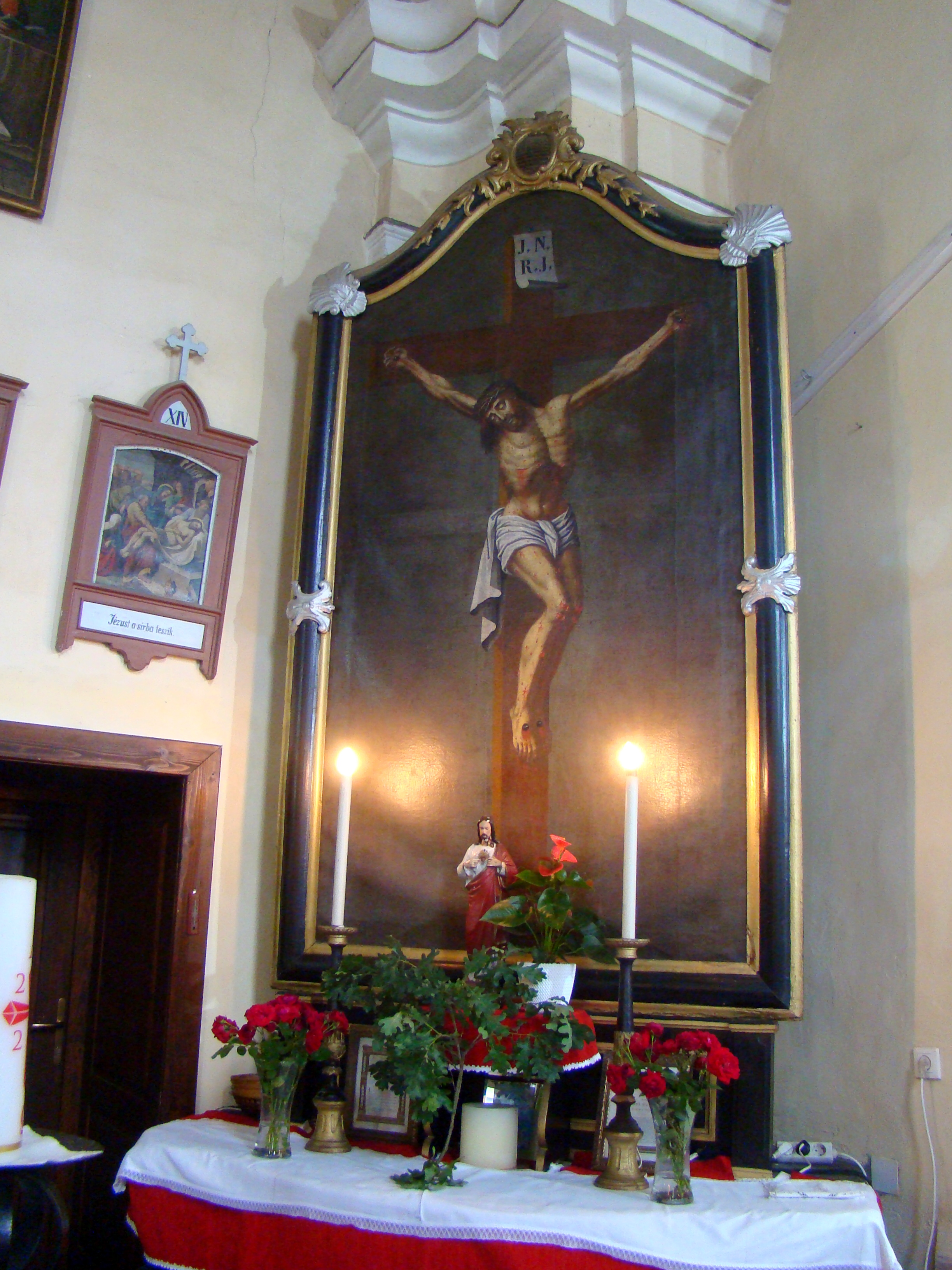
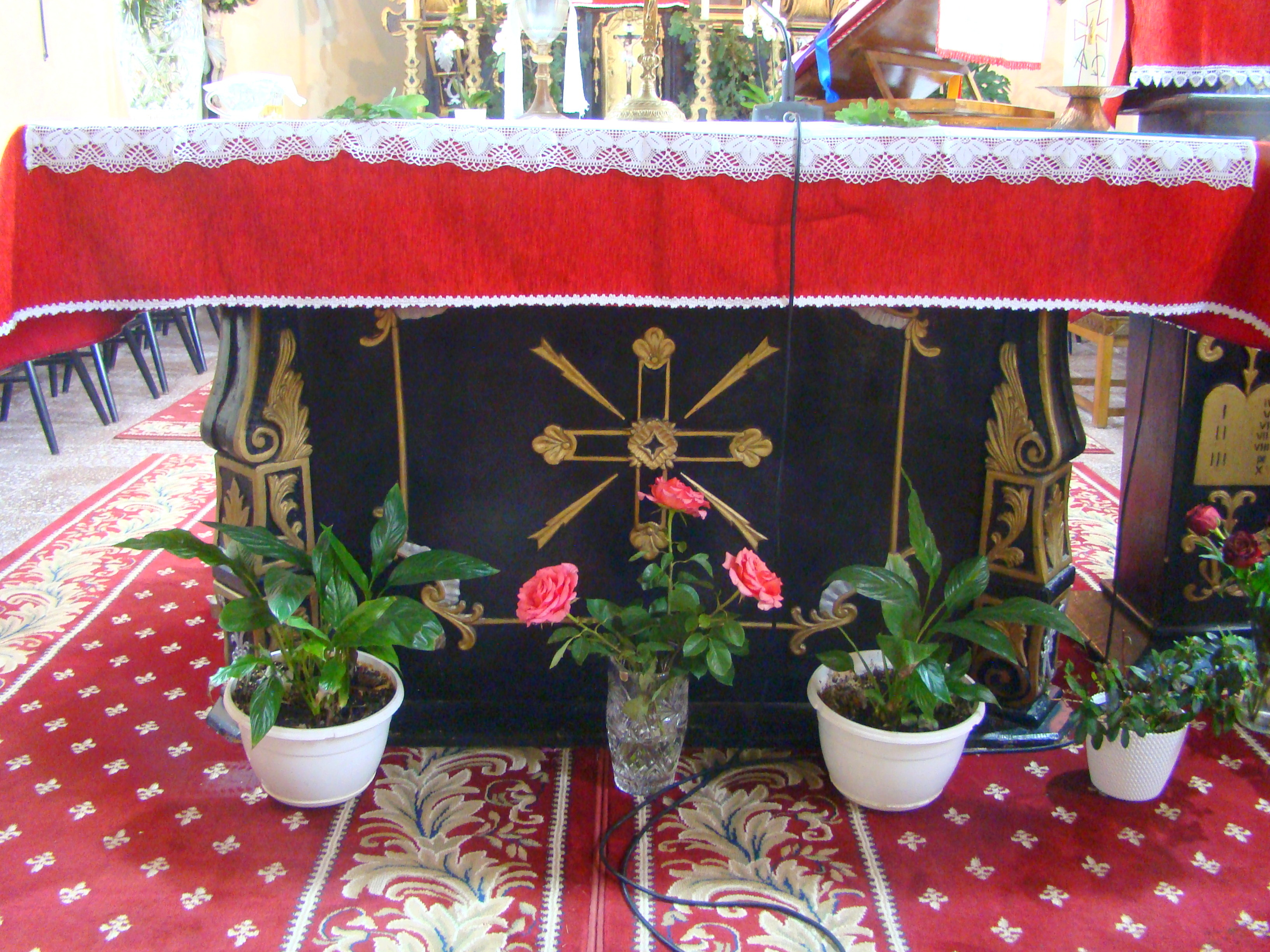
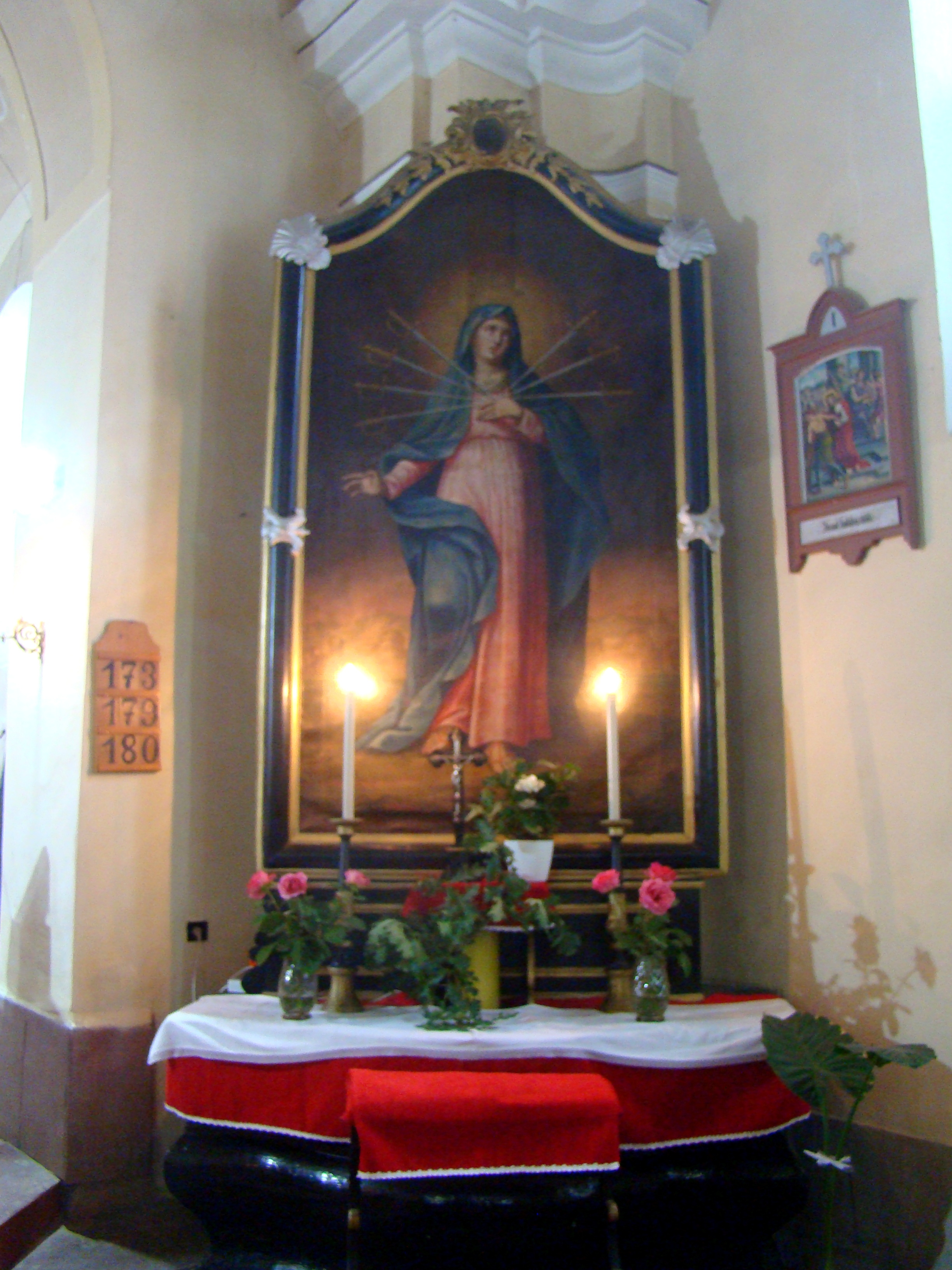
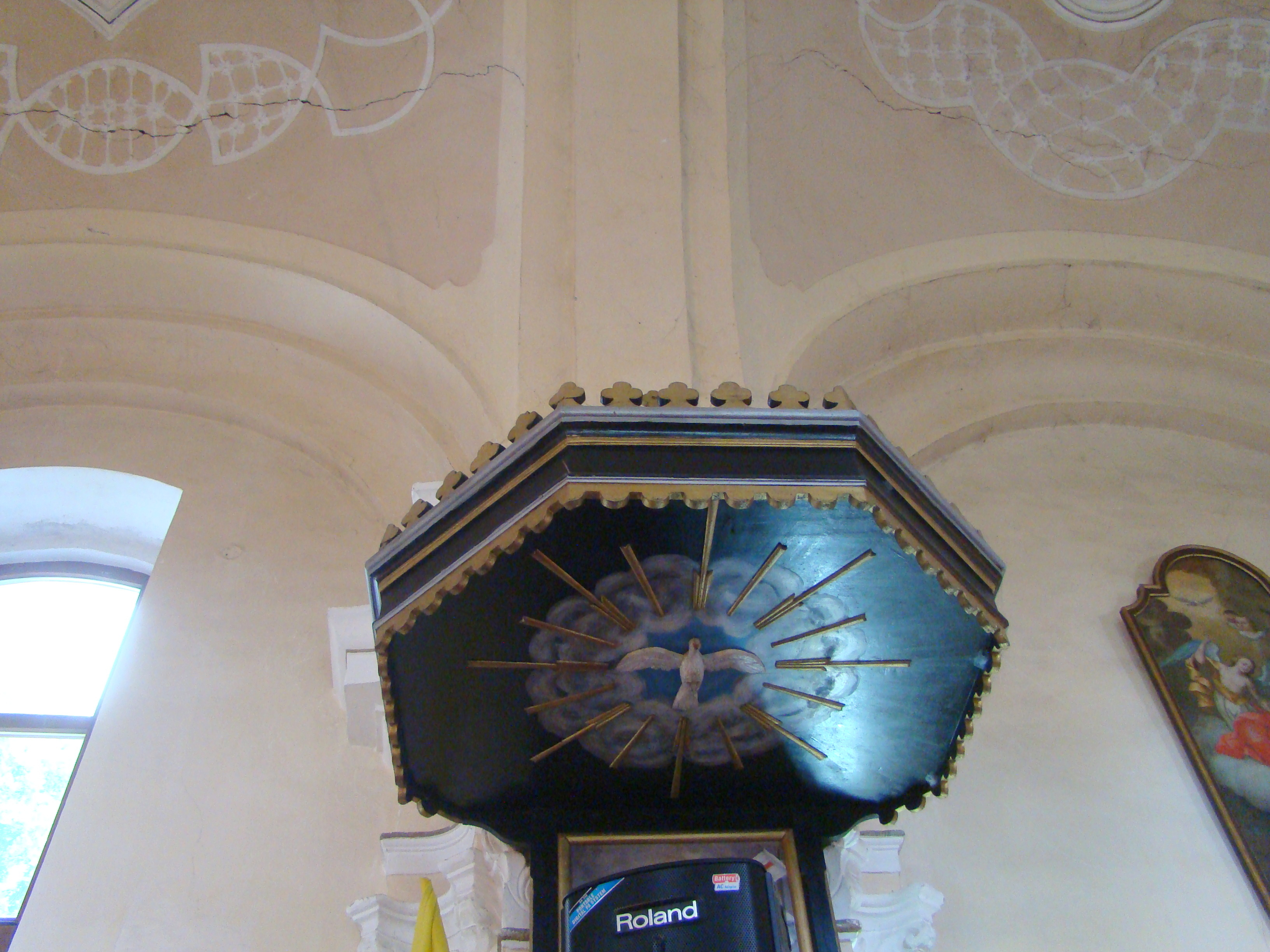
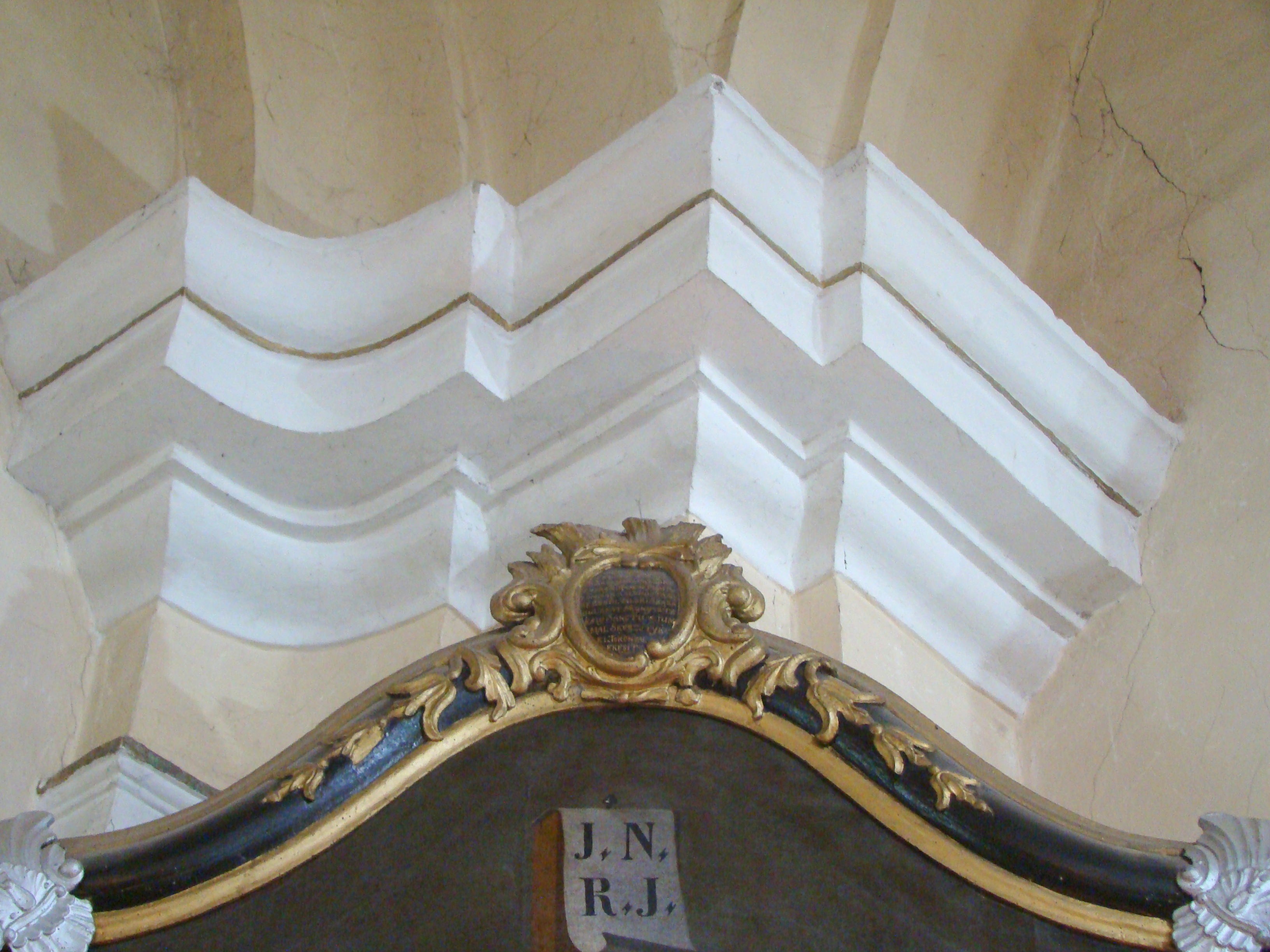
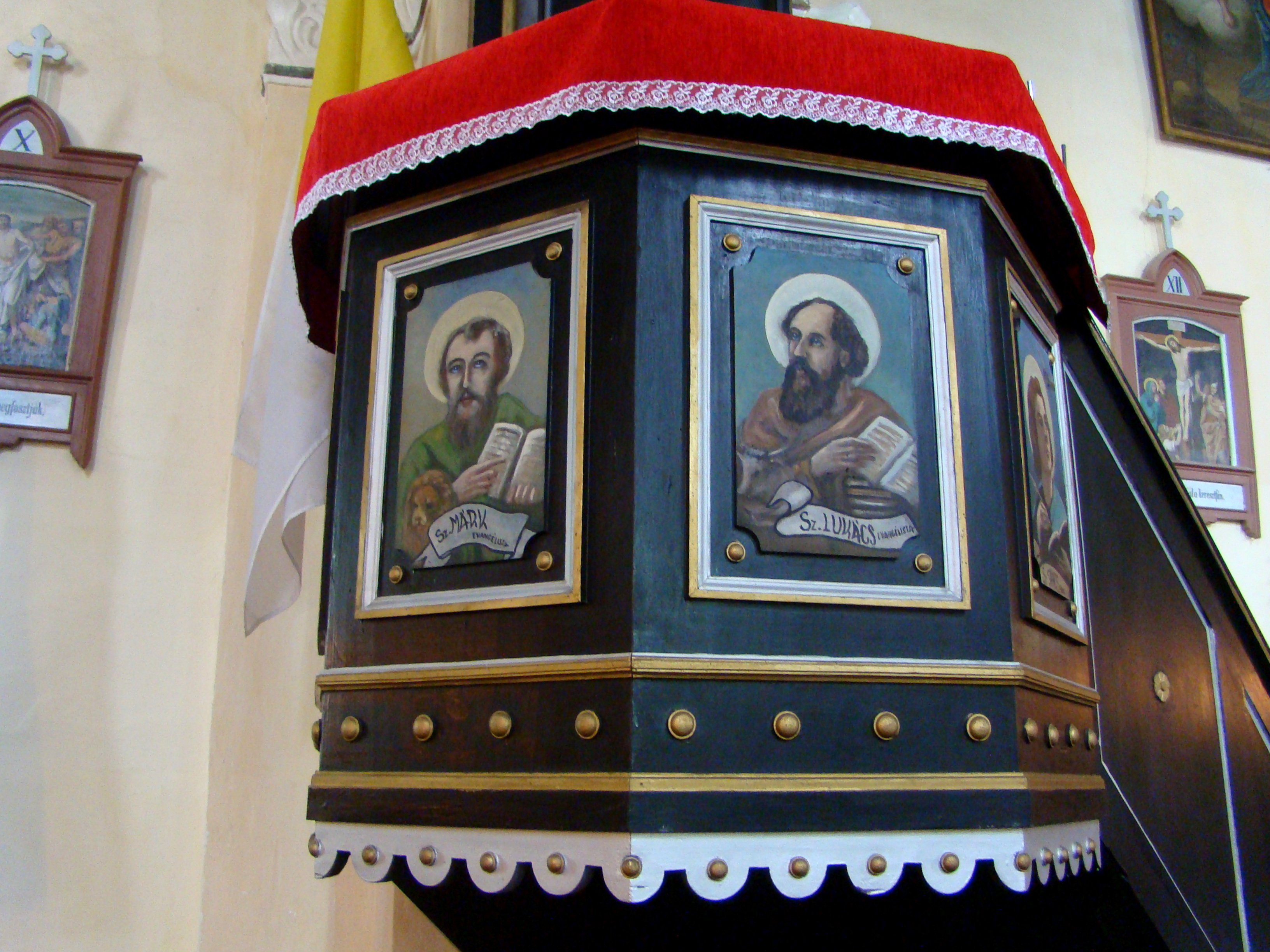
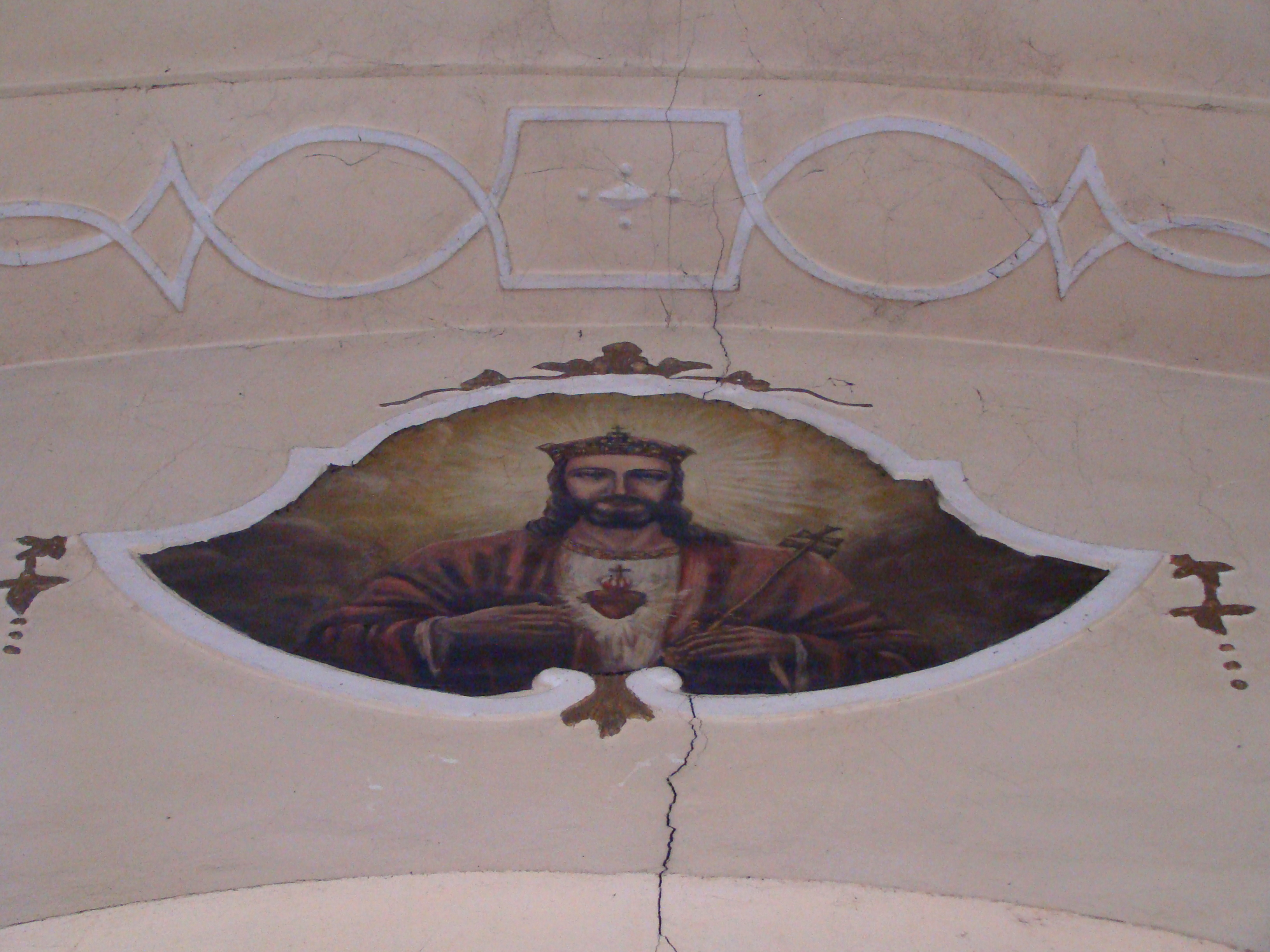
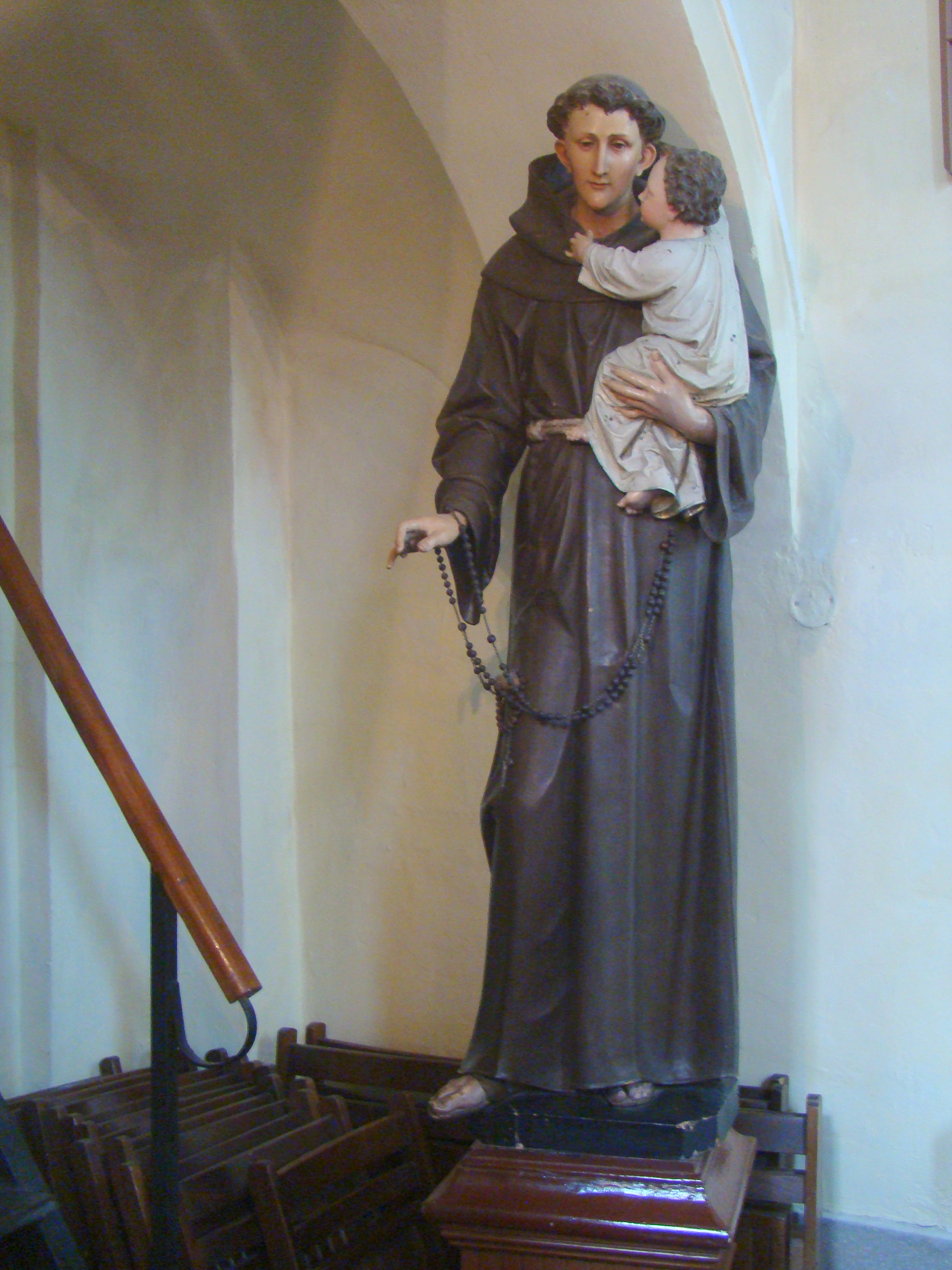
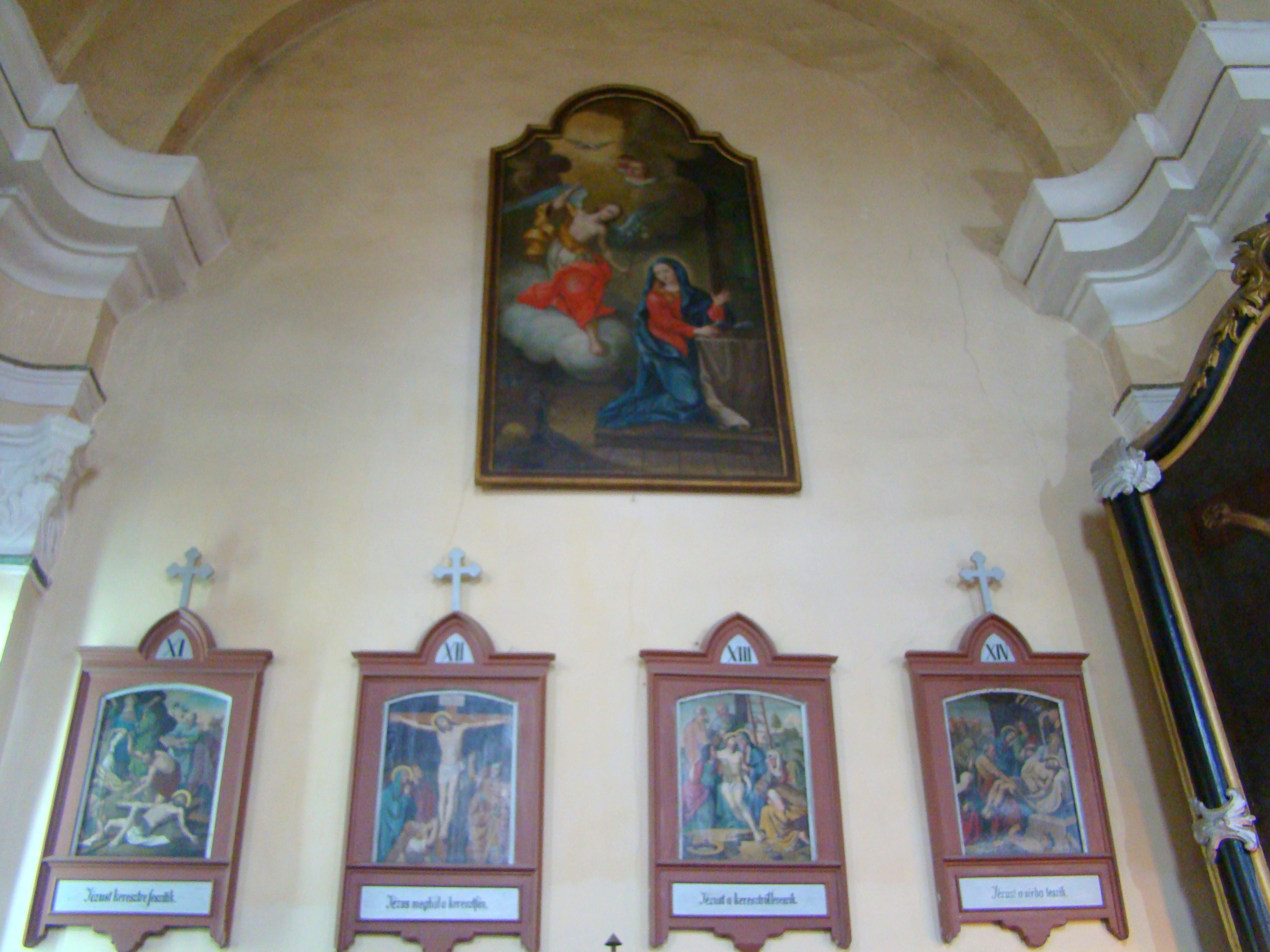
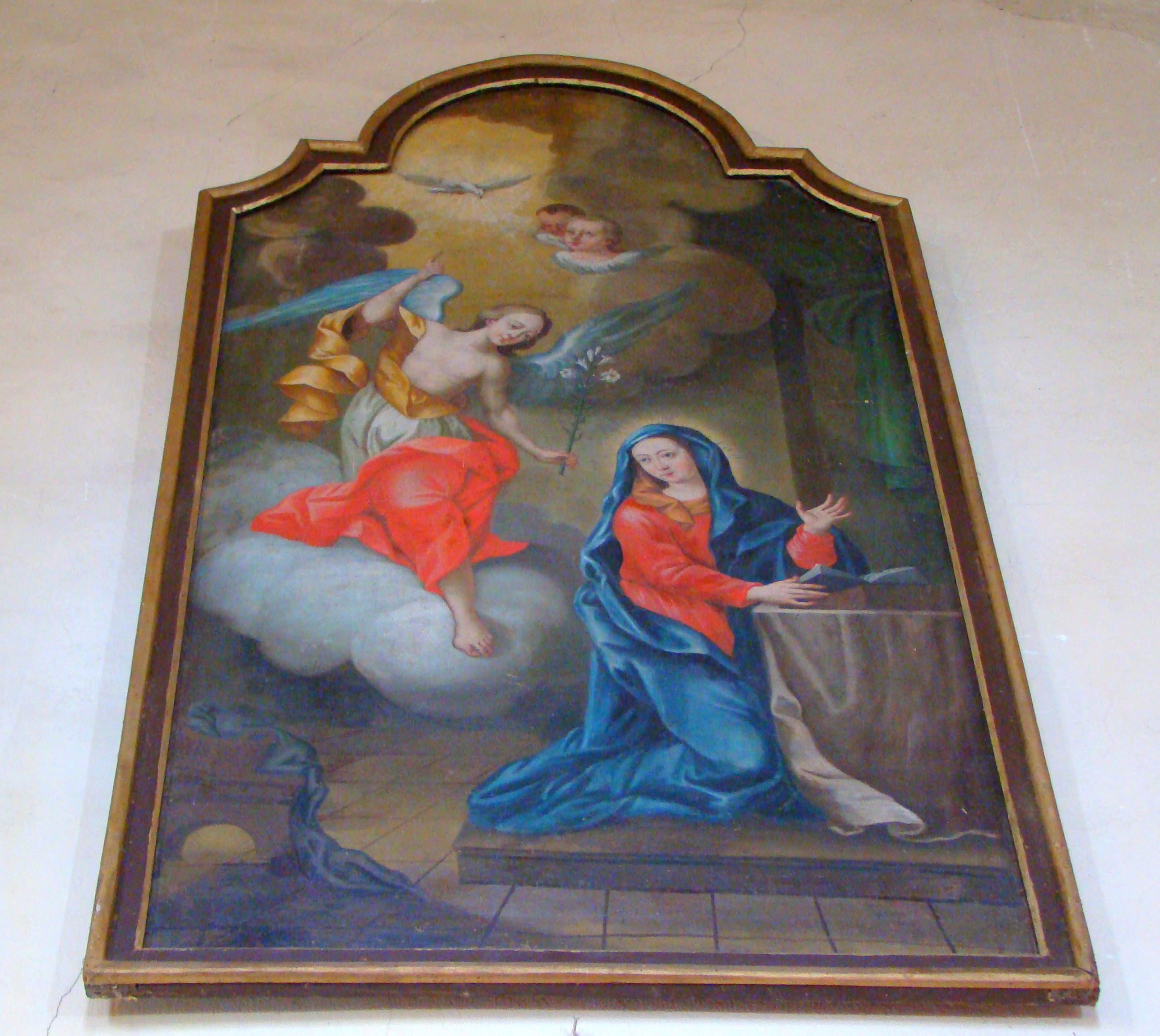
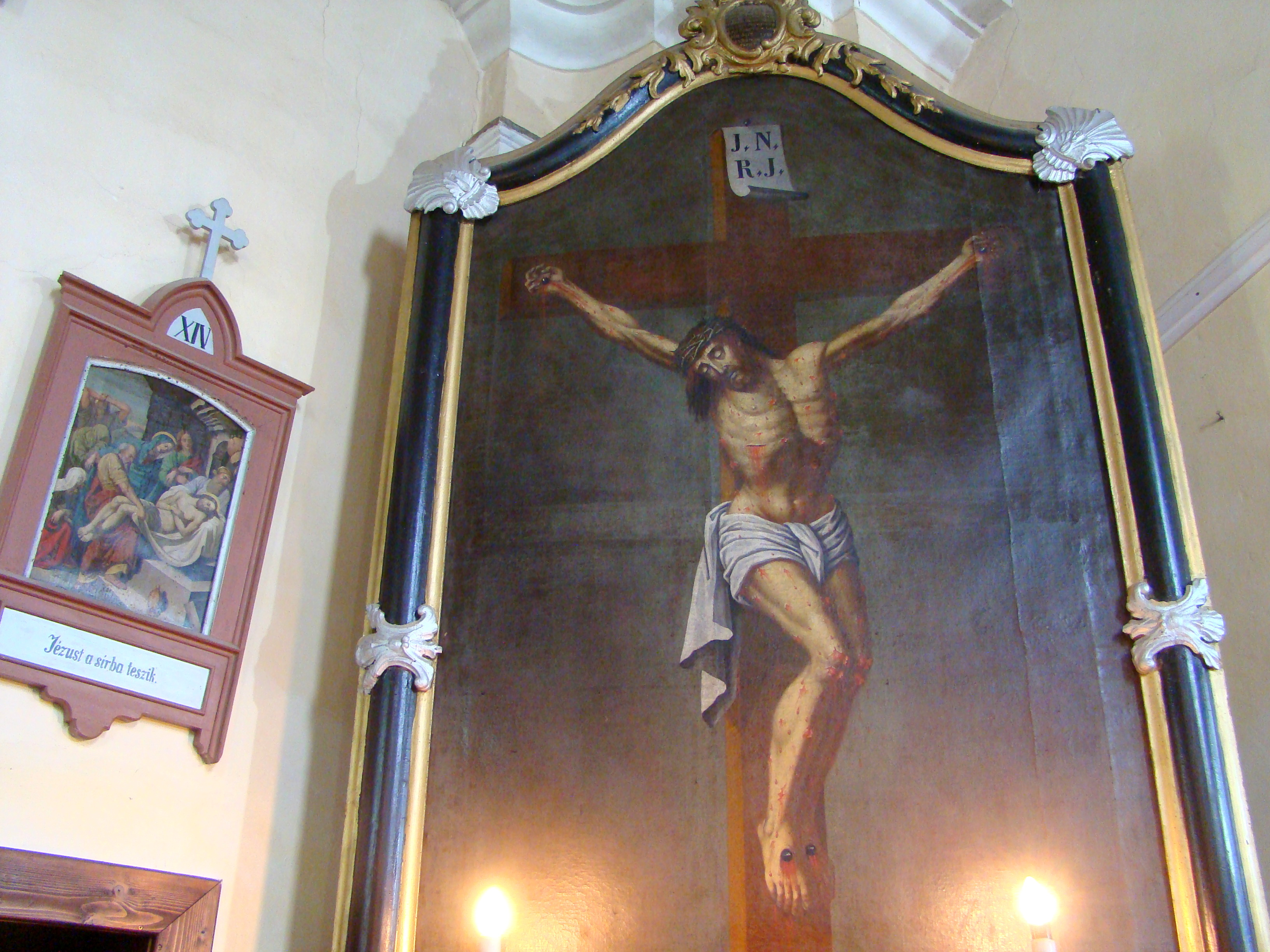
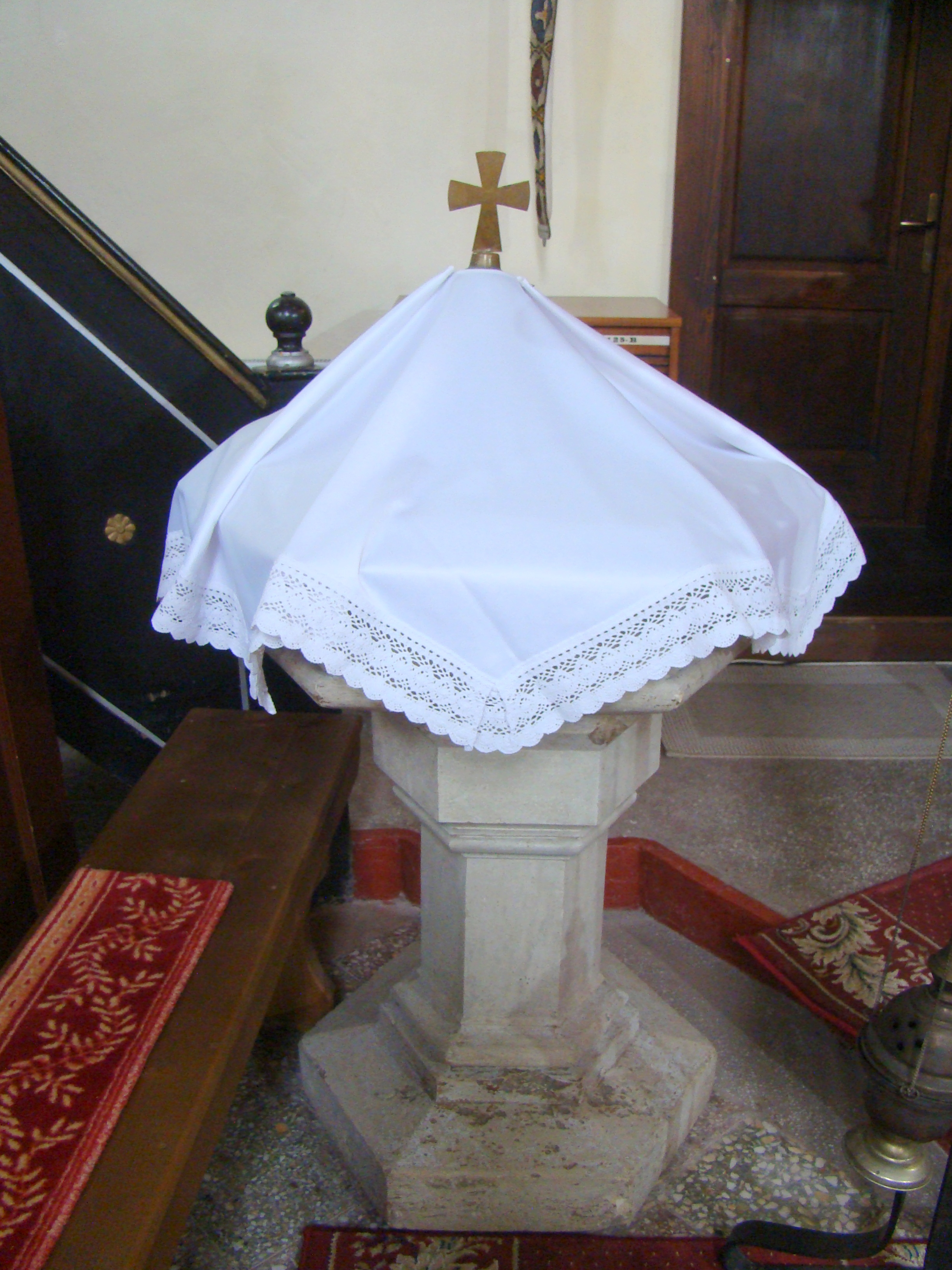
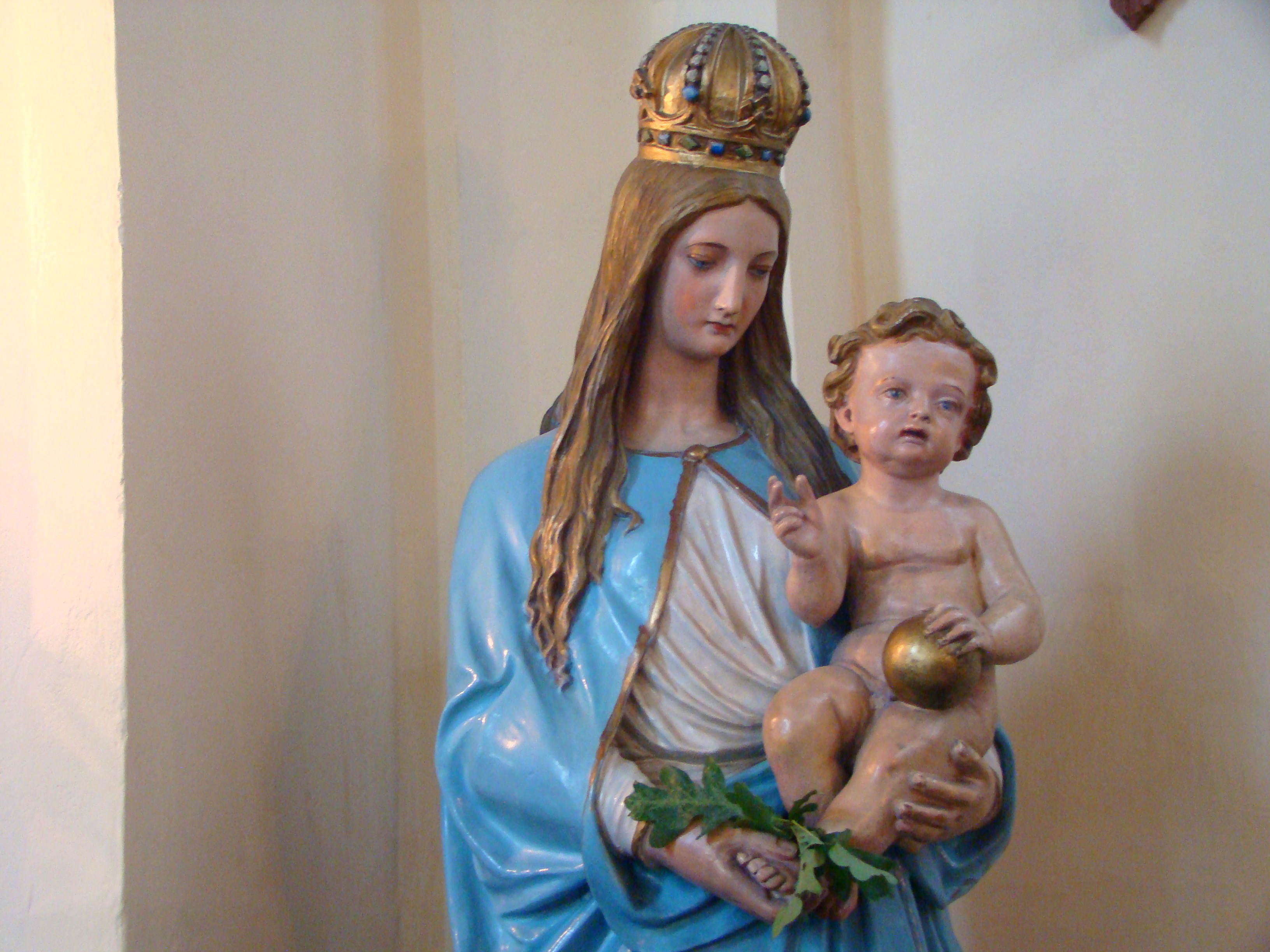
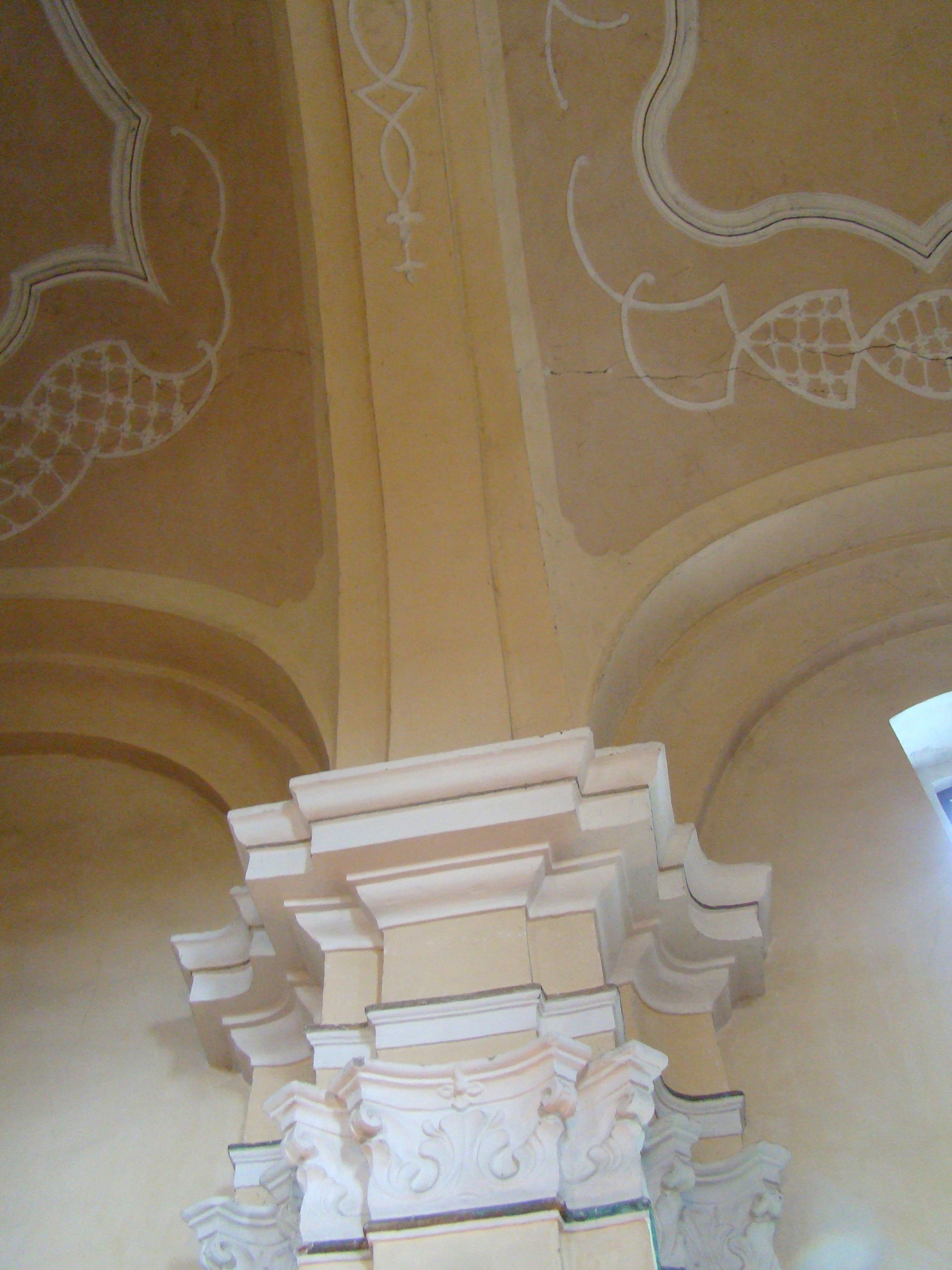
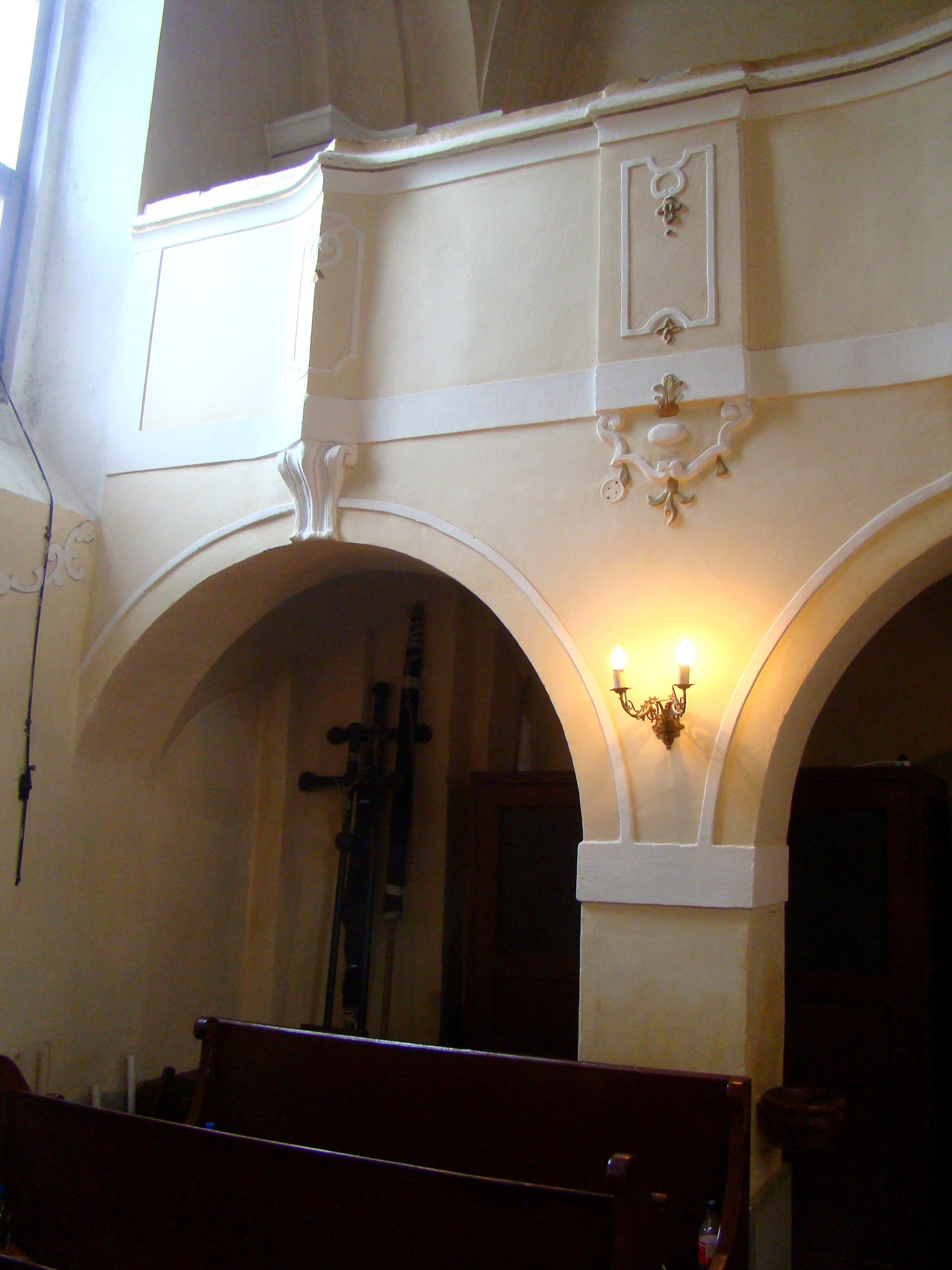
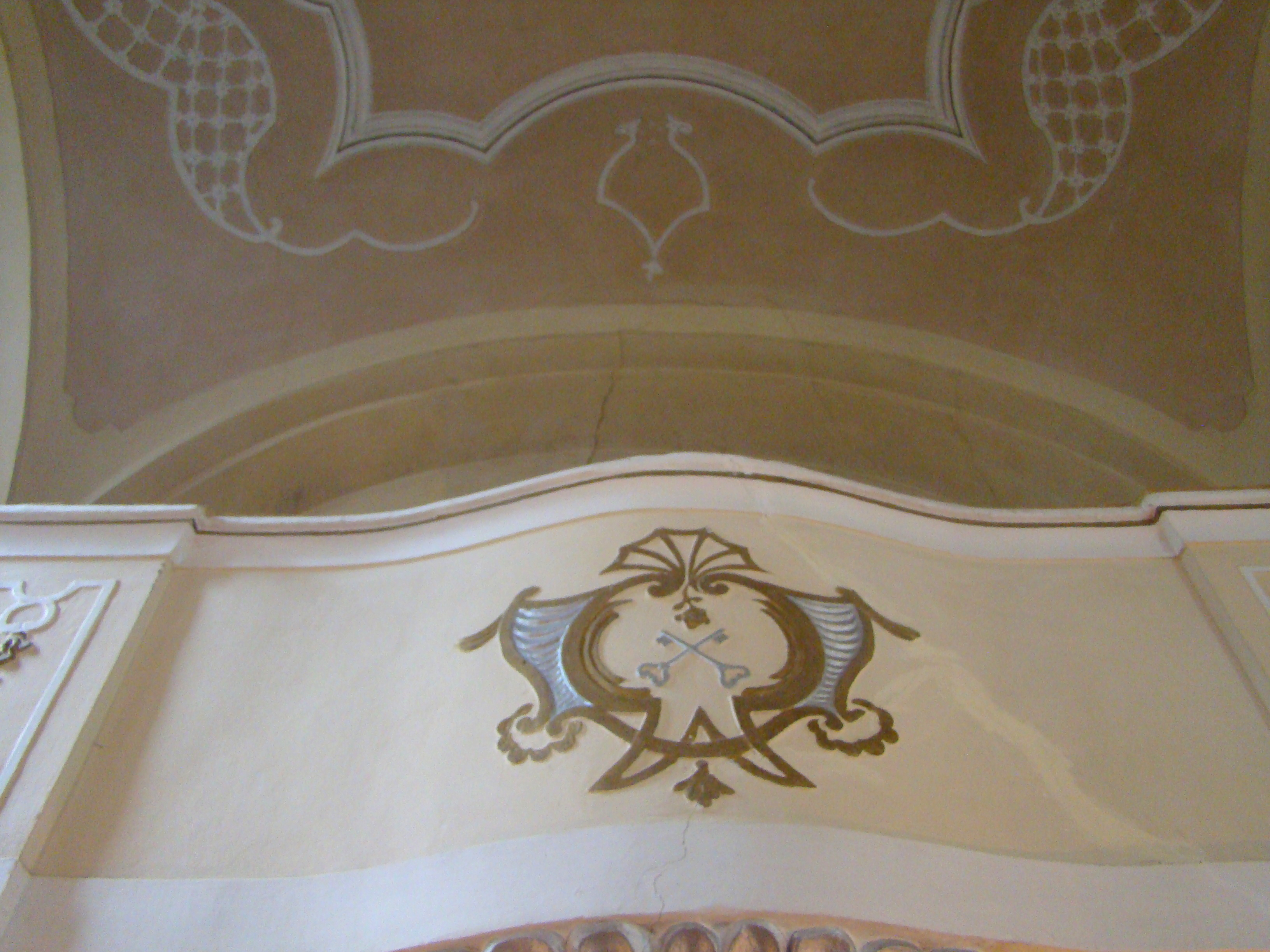
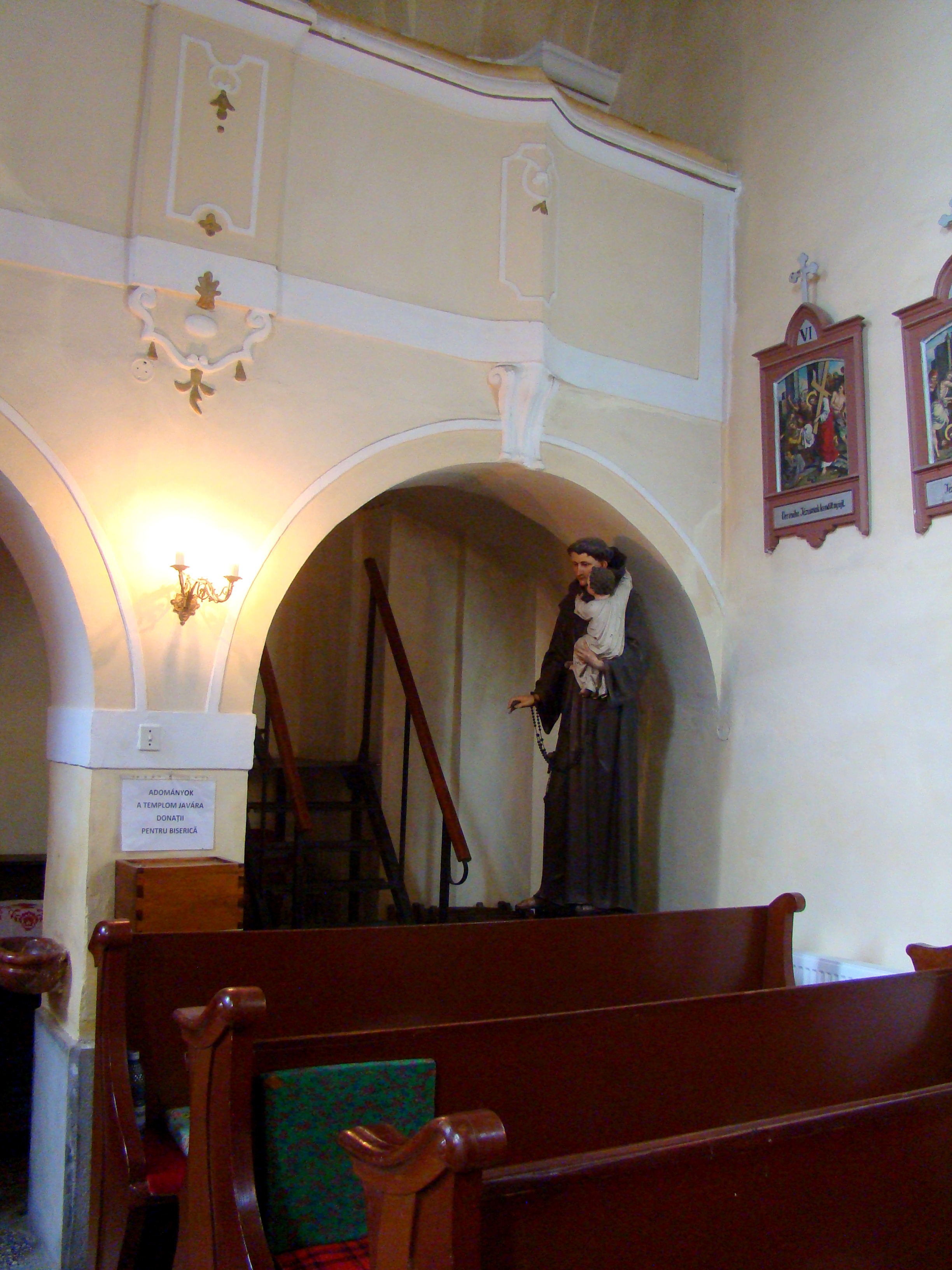
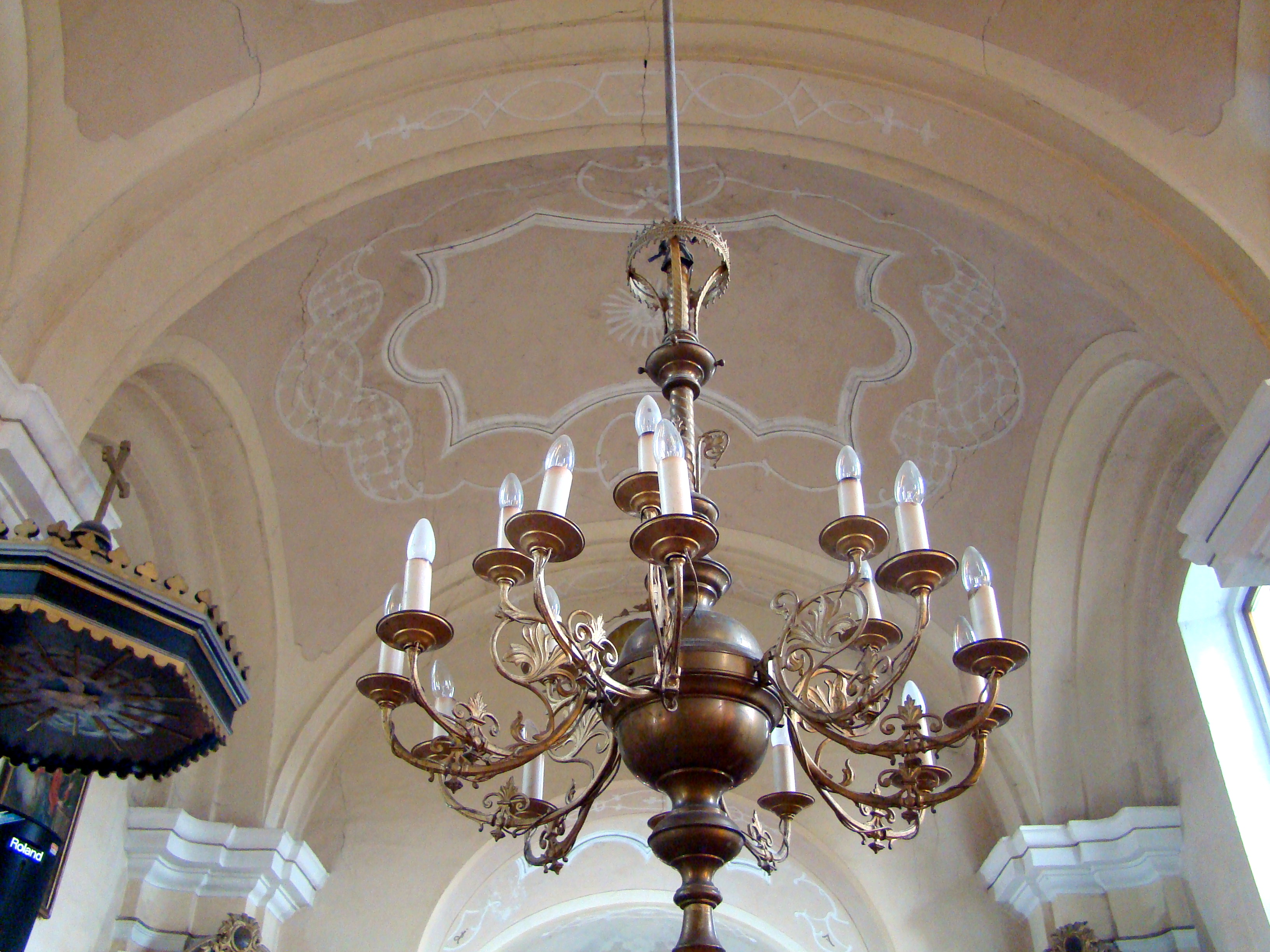
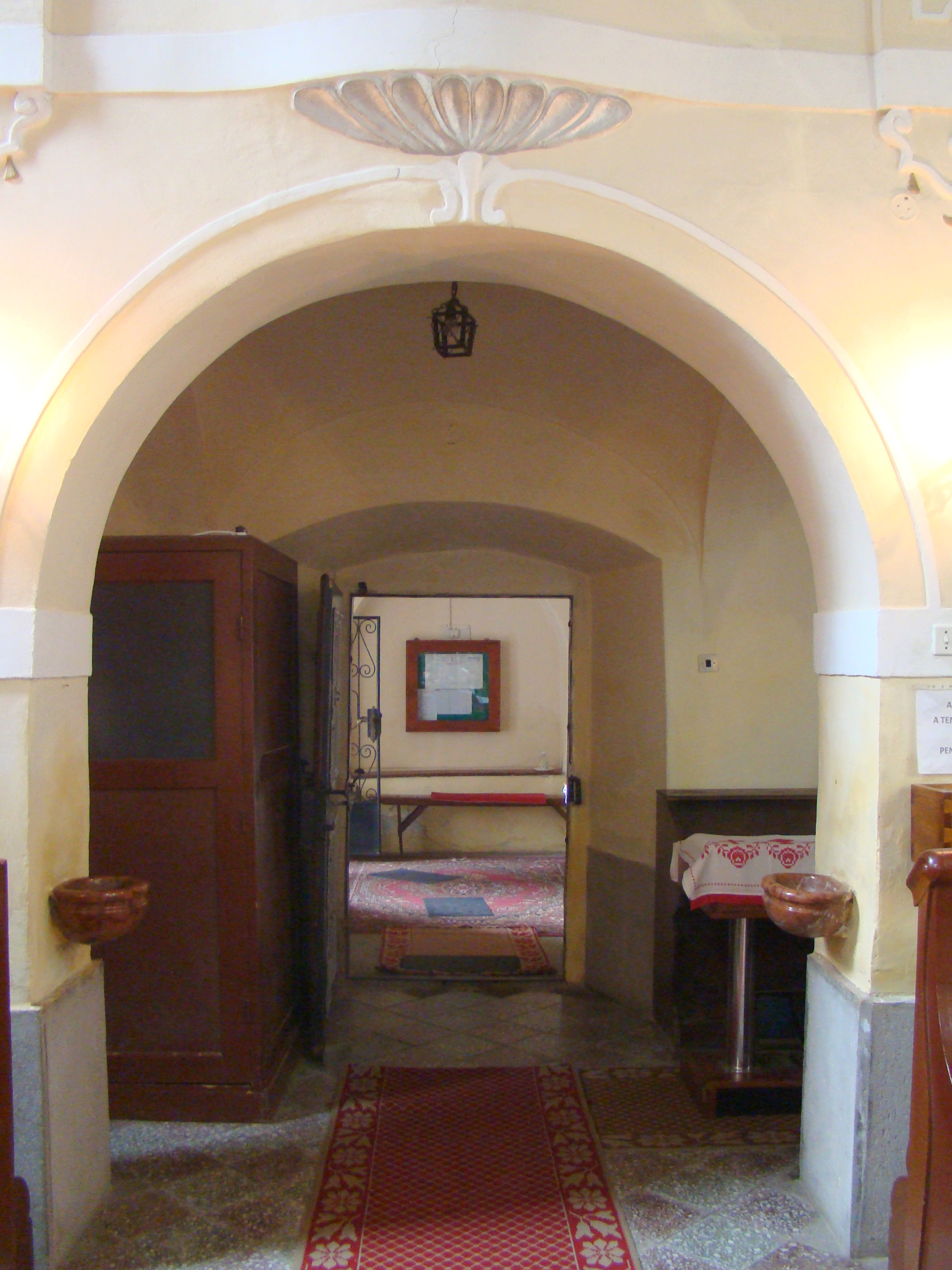
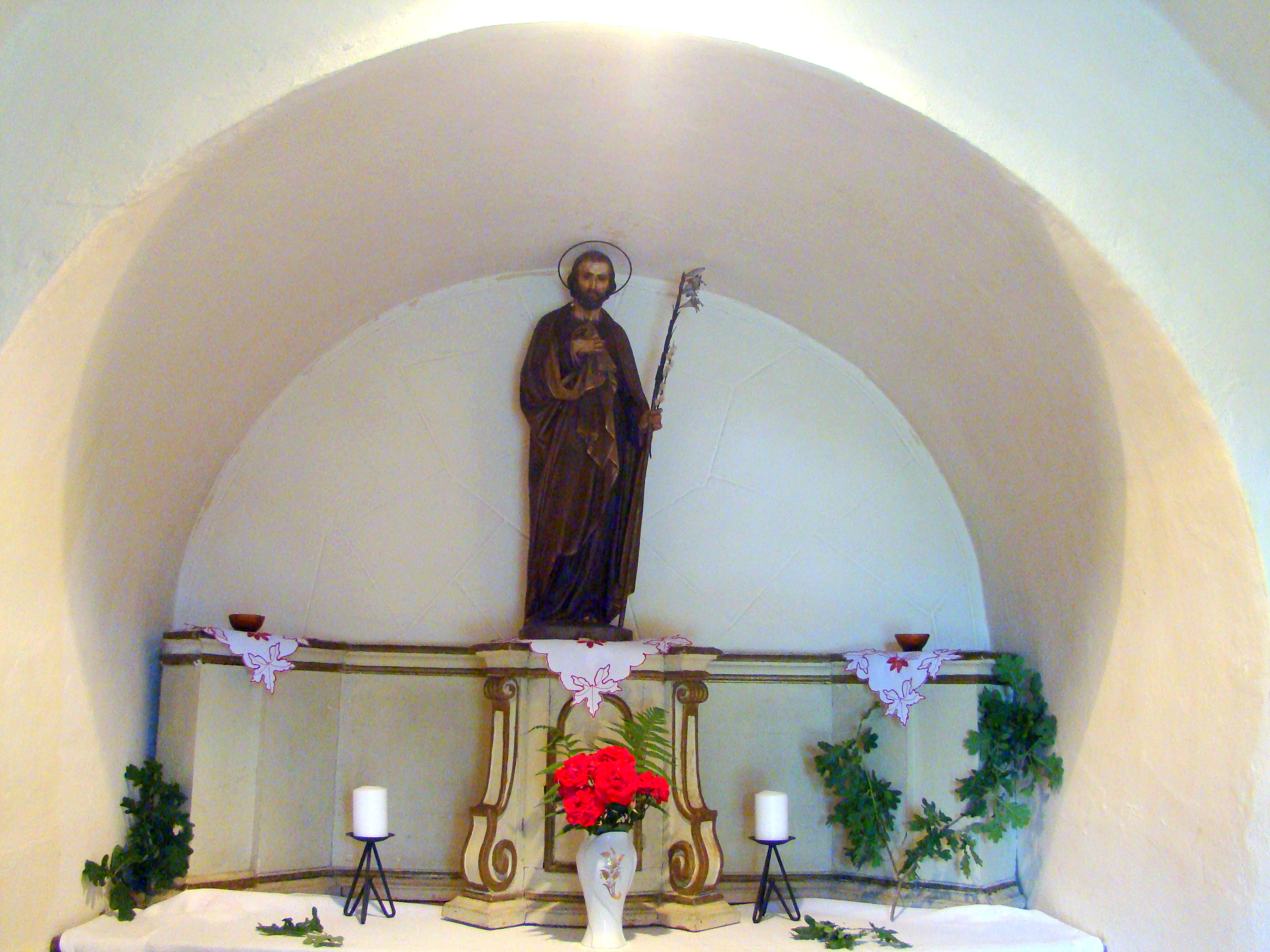
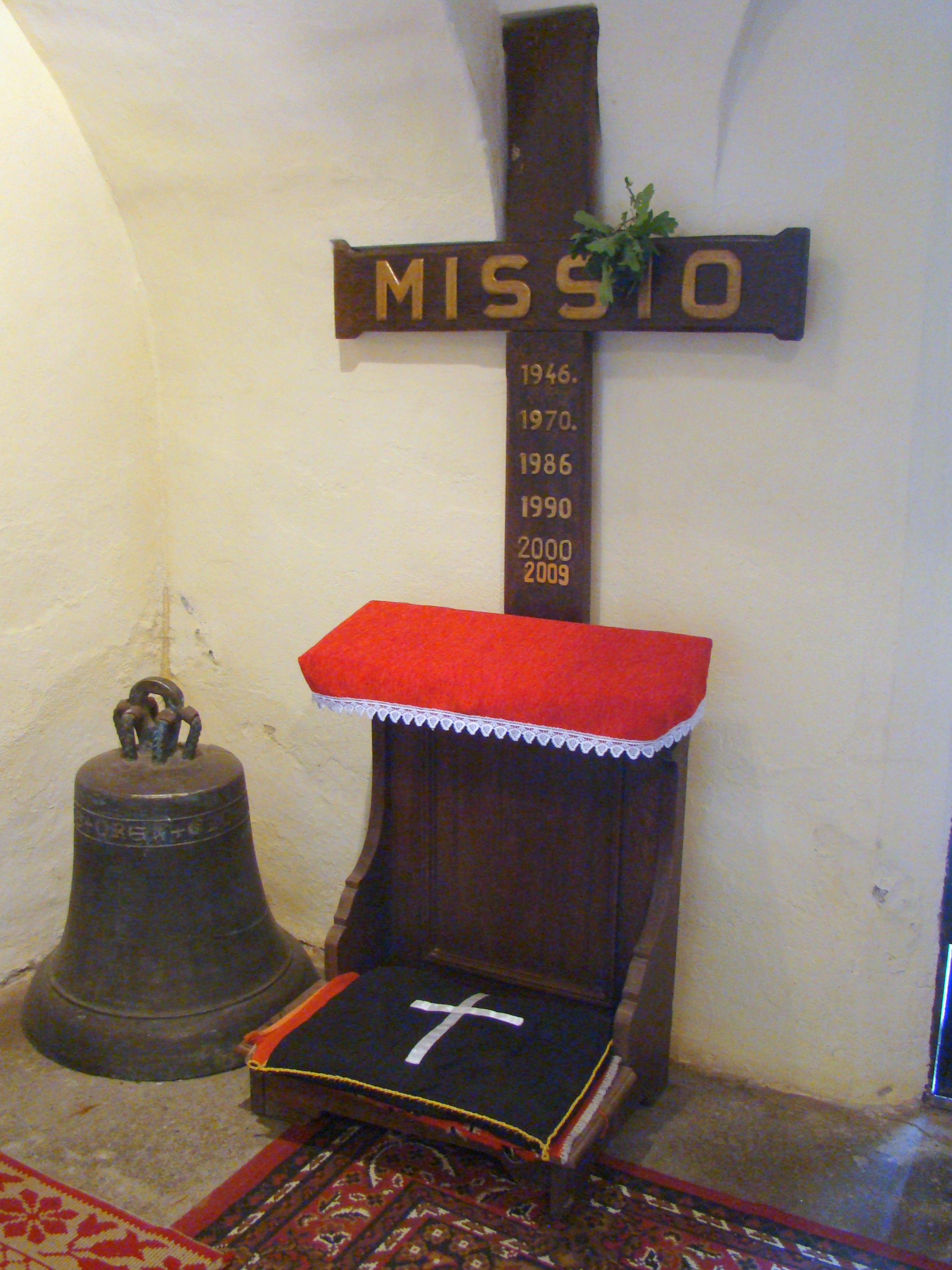
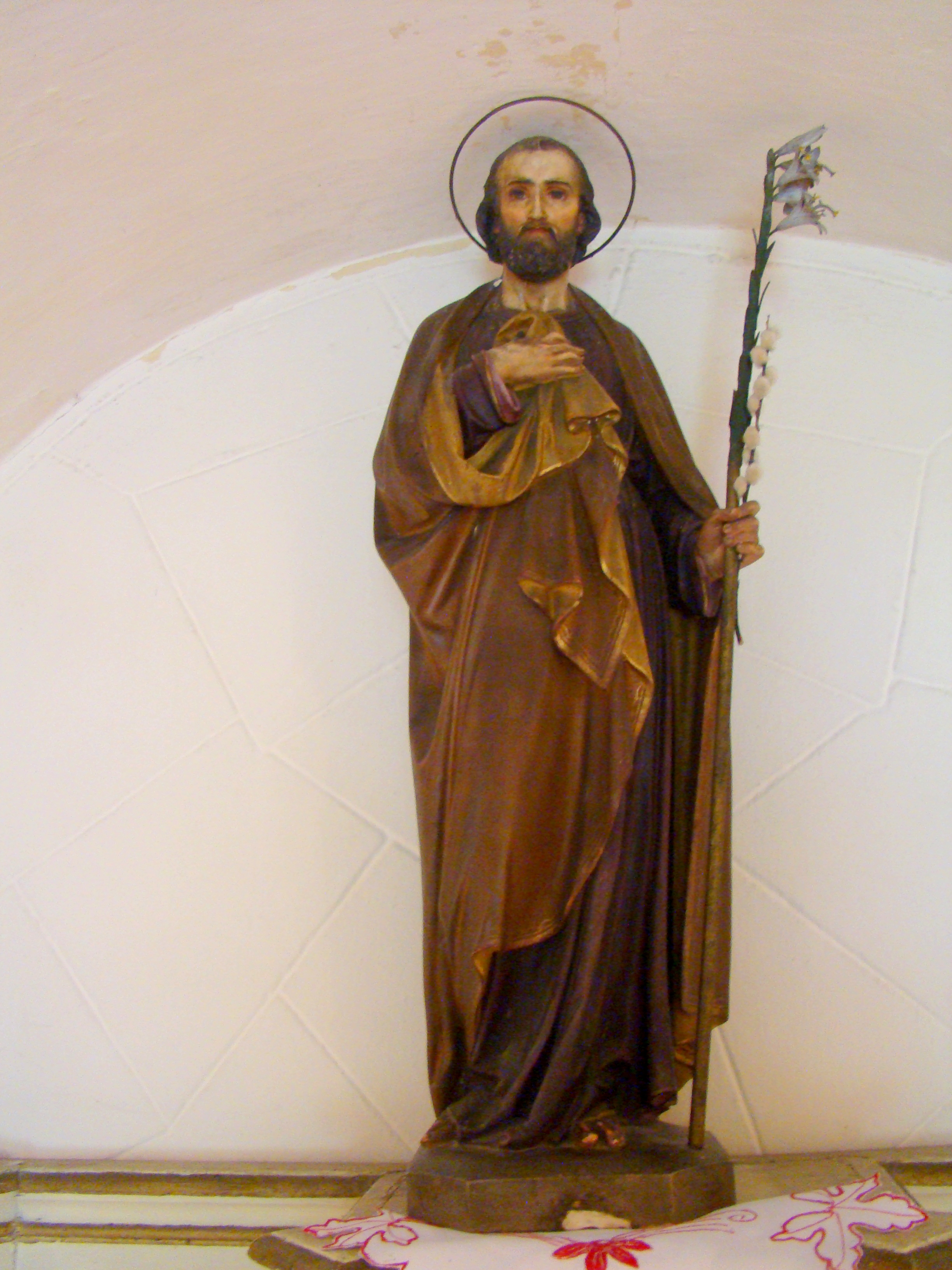
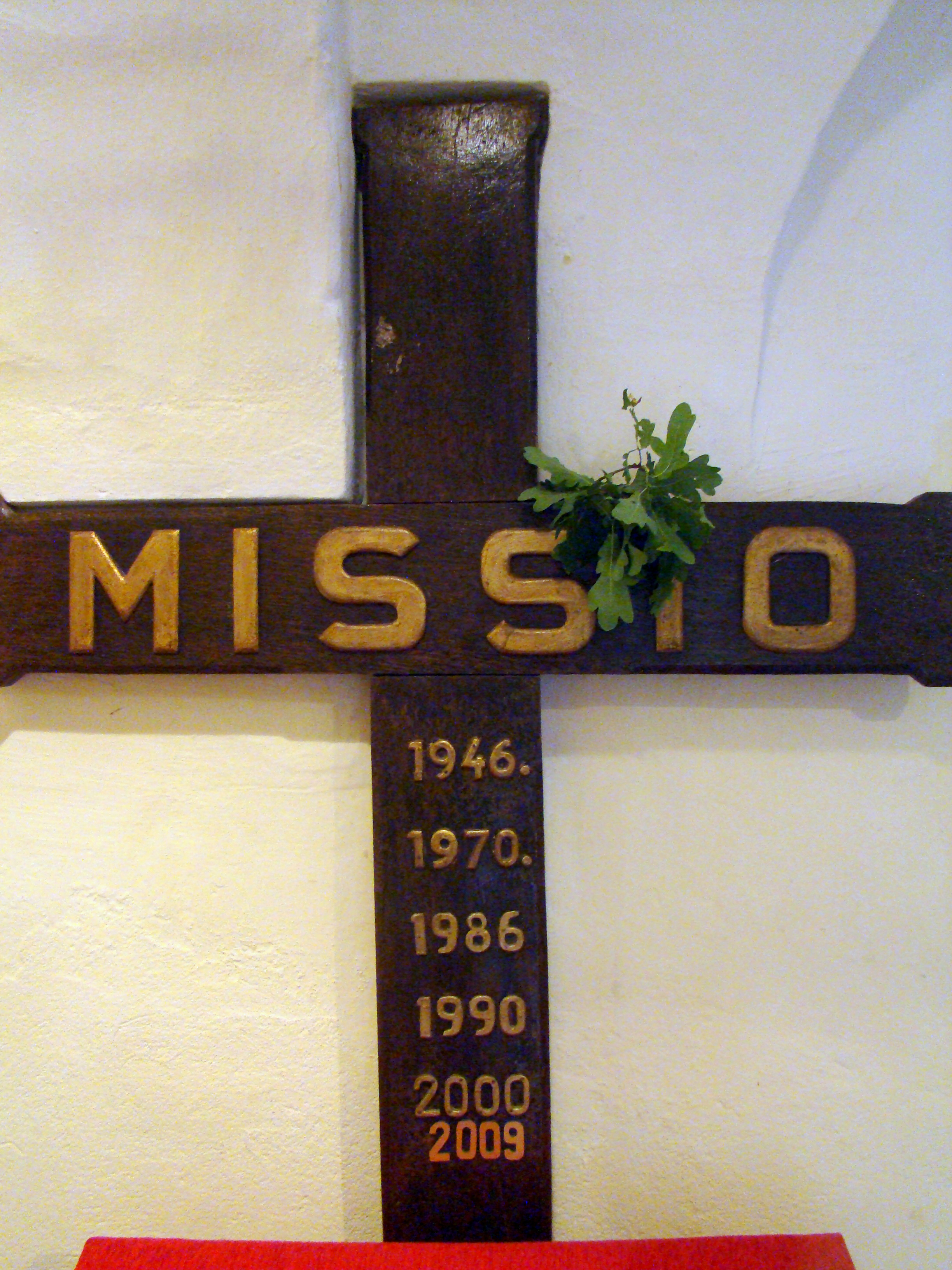
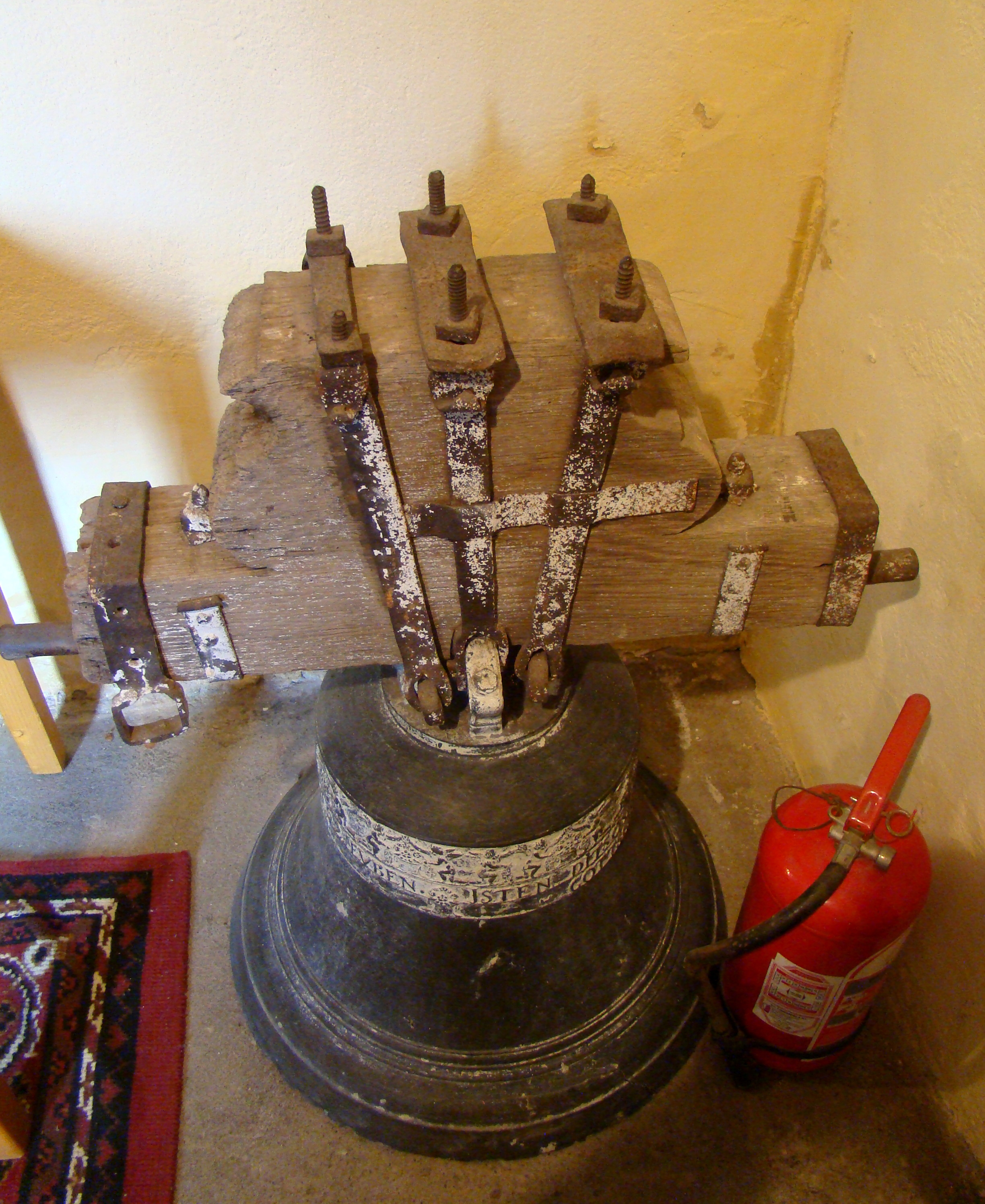
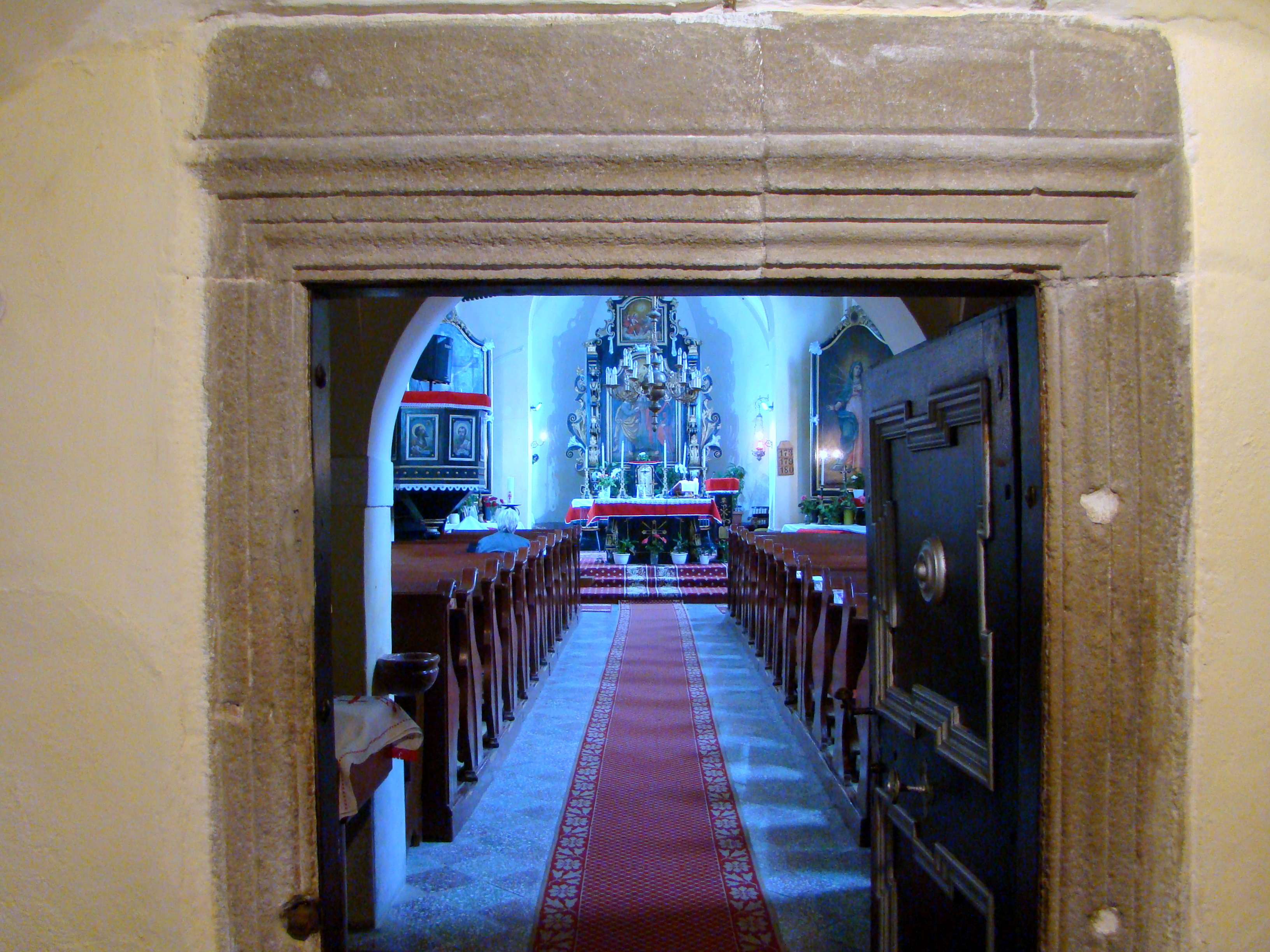